# Југословенска војска у отаџбини
Југословенска војска у отаџбини (ЈВуО), позната и као ретроним Равногорски покрет, а чији су припадници познати као Дражини четници или само четници, понекад дражиновци (у њемачким документима: присталице ДМ), била је антиокупациона, претежно монархистичка, добровољачка милитаризована српска организација националистичког карактера, која је дјеловала под руководство Драгољуба Драже Михаиловића на окупираној територији Југославије током Другог свјетског рата.
Покрет је 11. маја 1941. основала група војника Југословенске војске који нису признали капитулацију и окупили су се на висоравни Равна гора у западној Србији. У почетку је био познат као „Четнички одреди Југословенске војске”, а одреди су се називали војно-четнички. Јануара 1942. постао је познат као Југословенска војска у отаџбини.
Према стратегији четничког покрета, оружане формације требало је да се припреме за устанак, ослобођење земље и преузимање власти с циљем обнављања државног поретка Краљевине Југославије са наступањем озбиљног слабљења Њемачке или њеног непосредног пораза. Истовремено, Дражини војно-четнички одреди учествовали су у устанку у Србији 1941, заједно са партизанским одредима Јосипа Броза Тита. Међутим, на прелазу октобар—новембар 1941, између њих су почели оружани окршаји, који су прерасли у грађански рат, који је, према неким процјенама, однио више живота него борба против окупатора.
Четничка команда је била потчињена југословенској влади у егзилу и у почетку је била оријентисана ка Уједињеном Краљевству и Сједињеним Државама. Западни савезници су признали ЈВуО као савезничку војску и од њих су добијали војну помоћ. Ипак, посматрајући Титове партизане као свог главног непријатеља, већина четничких формација је у рату са партизанима у једном или другом тренутку сарађивала са италијанском и њемачком војском, као и са квислиншким режимима на територији Југославије, укључујући и усташки режим. Најочигледнији примјер војне сарадње између црногорских и херцеговачких четника са силама Осовине била је 1943. током антипартизанске операције Вајс. Већина јединица ЈВуО сарађивала је са Вермахтом током битке за Србију у прољеће и јесен 1944, као и у завршним етапама рата 1945. године.
Заједно са Армијом Крајова, ЈВуО је била најјача некомунистичка војна организација отпора у окупираној Европи. Била је то територијално заснована милиција са хетерогеном, децентрализованом структуром, која је патила од унутрашњих супарништава, проблема са дисциплином и недостатком јаког командном система. Четници су се разликовали од региона до региона. Вођени су различитим мотивима: родољубљем, самоодбраном, национализмом или шовинизмом. Подријеђеност Дражи била је само спољашња, посебно у погледу четничких група на територији Независне Државе Хрватске. Оперативна дјелатност ЈВуО фактички је била ограничена на зону у којој је дјеловала Дражина командна власт. Покривала је Србију, а од јуна 1942. до маја 1943. и Црну Гору и источну Херцеговину.
Дражина пасивна војна политика, усмјерена на чекање правог тренутка за активно укључење западних савезника у рат са силама Осовине, онемогућила је стварање великих мобилних формација, које нису везане за одређено подручје. Истовремено, команда НОВ и ПОЈ искористила је предност својих великих мобилних јединица и успјешно их користила у борби, лако побјеђујући релативно мале мјесне четничке одреде. Након што су претрпјели низ тешки пораза од партизана 1943, Дражини четници су до краја године задржали свој утицај само у Србији, а бројали су око 20.000—35.000 људи.
Ситуација на југословенском ратишту је доживјела одлучујући преокрет 1944. године. Савезници из Антихитлеровске коалиције почели су да подржавају партизане. Почетком јесени 1944, трупе НОВЈ су покренуле офанзиву у Србију, како би заједно са Црвеном армијом заузеле Београд и осигурале успостављање комунистичке власти у Југославији. ЈВуО је узалуд покушавао да их заустави и дочека совјетске трупе у самом Београду. Међутим, главне снаге српских четника поражене су у бици на Јеловој гори 9. септембра. Краљ Петар II се 12. септембра, под притиском Уједињеног Краљевства, обратио Југословенима преко радио са позивом да подрже НОВЈ. То је довело до раскола међу четницима, масовних дезертерстава и преласка у партизане. У немогућности са задрже у Србији у јесен 1944, преостале јединице ЈВуО пребациле су се у источну Босну и, заједно са четницима из Црне Горе, дијелом из Херцеговине и неких дијелова Босне, бројале су око 13.000 људи до почетка прољећа 1945. године.
С обзиром на пријетњу уништења од Југословенске армије и као одговор на повлачење јединица Вермахта на сјевер преко Саве, главнина снага ЈВуО прешла је на подручје Вучијака средином марта 1945. године. Ту је дошло до раскола у четничком командном табору, због неслагања око питања даљих дејстава. Као исход, црногорски четници предвођени Павлом Ђуришићем, а с њима и неке друге четничке јединице и команданти из Босне, Херцеговине и дијела Србије, одвојили су се од Драже и 18. марта кренули на западну ка Словенији. Четници који су остали са Дражом, око 7.000—8.000 људи (према другим изворима, око 12.000 људи), кренули су 13. априла кроз планинске предјеле средње Босне под контролом Југословенске армије, како би се пробили ка Србији. Од 12. до 15. маја 1945, главнина ЈВуО, која је бројала око 3.000—4.000 људи, нашла се у окружењу и бива уништена на подручју Зеленгоре. Дража и неколицина пратилаца успјели су да избјегну смрт или заробљавање и побјегну у Србији. У марту 1946. ухапсили су га органи државне безбједности, 15. јула осуђен на смрт стријељањем, након чега су престале организоване дјелатности преосталих чланова ЈВуО.

## Предисторија

### Југославија уочи Другог свјетског рата
Краљевство Срба, Хрвата и Словенаца проглашено је 1. децембра 1918, као парламентарна монархија под српском династијом Карађорђевић, као посљедица пораза Аустроугарске и спровођења идеја југословенства, која је настала у 19. вијеку као жеља за уједињењем и независношћу етничких блиских јужнословенских народа. Преовлађујућа улога припала је Краљевини Србији, која се борила на страни Антанте. Српски политичари и Карађорђевићи, упркос претходним преговорима о стварању заједничке државе, тежили су повлашћенијем положају за Србе у новој држави. Стога је образовање Југославије спроведено под знаком унитарног концепта, заснованог, према закључку етнолога Марине Мартинове, на измишљеној фикцији „југословенске нације” као „троименог народа”, коме су припадали Срби, Хрвати и Словенци, али само као племена. Унитарна краљевина заснивала се на девизи „један народ, један краљ, једна држава”. Међутим, замишљено јединство југословенске нације било је климаво. С једне стране, Словенци, Хрвати, Муслимани и Срби већ су имали осјећај националног идентитета и посебности који је занемаривао идеју „троименог народа”. С друге стране, Срби су били знатно заступљени у влади и администрацији, у војсци и жандармерији. Као исход, Словенци, Хрвати и Муслимани, који су се залагали за федерацију приликом успостављања заједничке државе, осјећали су се превареним. Истовремено, теоретски пуна грађанска права уживале су главне етничке групе, односно Срби, Хрвати и Словенци. Заједно су чинили три четвртине становништва од укупно око 15.900.000 (процјена из 1941). Остало су чиниле мањине са загарантованим правима, а према Гају Трифковићу, политички и социјално обесправљени Албанци, Мађари, Бугари, Румуни, Роми, Јевреји, Турци и, прије свега, више од пола милиона етничких Нијемаца, фолксдојчера.
Током свог постојања, краљевина је била у стању сталне политичке кризе због националних разлика, прије свега српско-хрватског сукоба око уставног уређења државе: Хрвати су се залагали за већу аутономију за свој дио земље, док су се Срби залагали за јаку централну владу. Краљ Александар је 1929. искористио политичку нестабилност као изговор за укидање политичких странака, успостављање личне диктатуре и реформи усмјерених ка стварању унитарне државе (од 3. октобра 1929. Краљевине Југославије) и надетничког југословенског идентитета. Након атентата на краља у Марсељу октобра 1934, које су извели хрватски и македонско-бугарски ултранационалисти, кнез Павле је именован за намјесника свог једанаестогодишњег нећака Петра II. У то вријеме, развој политичких процеса у Европи брзо је повећао безбједносне пријетње по Југославију, која је била оријентисана ка западним демократијама. Земља је била економски повезана са Њемачком и Италијом. Распад Мале Антанте смањио је регионални утицај Југославије. Послије аншлуса Аустрије, Њемачка је постала сусјед Југославије и приморала је кнеза Павла да координише своју политику са силама Осовине. Током посјете Берлину јуна 1939, намјесник се увјерио да је рат у Европи неизбјежан. Одмах је наставио преговоре са Хрватима, како би ријешио унутрашње сукобе у земљи, што је за исход имало споразум Цветковић—Мачек од 26. августа 1939, којим је успостављена аутономна Бановина Хрватска. Међутим, споразум је само повећао тензије између Срба и Хрвата, будући да је за хрватске ултранационалисте био само корак за независности, док се многим Србима чинио као превелики уступак Хрватима. Са избијањем рата у Европи, Југославија је прогласила неутралност. Међутим, након пораза Француске, Југославија није могла да се нада ни подршци ни Уједињеног Краљевства, ни Совјетског Савеза, те је под Хитлеровим притиском, приступила Тројном пакту 25. марта 1941, иако су Срби у огромној већини били антињемачки и прозападно оријентисани.
Трочлано намјесништво предвођено кнезом Павлом збацила је група прозападних српских официра предвођена генералом Душаном Симовићем уз подршку британских обавјештајних служби. Иако нова Симовићева влада није укинула акт приступања Тројном пакту, Хитлер је био бијесан због догађаја у Југославији и истог дана је наредио напад на Југославију (директива бр. 25).

### Четници до 1941. године
На Балкану, четник је био назив за добровољца — припадника нелегалних војних одреда — чета. Од друге половине 19. вијека, четници су били организовани у мање групе предвођене војводама, које су нападале представнике османских власти и учествовале у устанцима хришћана против османске империје. Српске нерегуларне формације биле су нарочито активне током Источне кризе од 1875. до 1878. године. Након Берлинског конгреса, четници су се првенствено фокусирали на Македонију, гдје су били активни прије и током балканских ратова. Током Првог свјетског рата, српски четници су учествовали у борбама против Централни сила. Током међуратног периода, четници су образовали сопствене организације, како би одржали своје традиције и у Југославији и у Бугарској. У Југославији је 1938. регистровано око 1.000 четничких комитета, који су бројали око 50.000 чланова (према другим изворима, 500.000 чланова). Предсједник Удружења четника од 1934. био је Коста Пећанац. У априлу 1940, Министарство војске је успоставило Четничку команду Југословенске војске, која је за задатак имала да формира специјалне јединице намијењене за диверзантске операције иза непријатељских линија. Убрзо је од добровољаца регрутованих из регуларне војске организовано шест пуних и један непотпун четнички батаљон. Свакој армијској команди је додијељен један од формираних батаљона.

### Априлски рат, окупација и подјела Југославије
Њемачка је 6. априла 1941. извршила инвазију на Југославију. Истог дана, влада је напустила Београд и упутила се ка Сарајеву. У наредним данима, влада је показивала приличну збуњеност, неслагање и заправо није имала никакав утицај. Премијер Симовић је 15. априла овластио генерала Данила Калафатовића да преговара са Нијемцима, који су напредовали кроз Југославију. Истовремено, југословенска влада је одлучила да ће капитулирати само војска, али не и држава, а затим је, упркос противљењу британског премијера Винстона Черчила, напустила територију Југославије и одлетјела у Грчку, одакле је прешла у Палестину. У Београду је 17. априла потписана безусловна капитулација. Убрзо је Југославија подијељена на окупиране територије. На подручју данашње уже Србије и Баната успостављена је њемачки војни окупациони режим. Независна Држава Хрватска је номинално формирана на подручју већег дијела данашње Хрватске и Босне и Херцеговине као њемачко-италијански протекторат. Фашистички усташки покрет, који су на власти довели Хитлер и Мусолини, почео да је да гради државу вођског типа по узору на Нацистичку Њемачку. Овај процес је пратио убиства Јевреја и Рома према њемачким наређењима. Истовремено, усташки расистички програм био је усмјерен против православних Срба. Као исход, стотине хиљада Срба било је подвргнуто присилном преласку у католицизам, интернирању у концентрационе логоре, протјеривању или масовним покољима.
Док су се на окупираним територијама успостављали нови режими, југословенска влада у егзилу је 4. маја 1941. прогласила да ће Југославија наставити рат против сила Осовине како би обновила територијалну цјеловитост, независност и „потпуну слободу за све Србе, Хрвате и Словенце”. Након доласка у Уједињено Краљевство, влада је у наредним мјесецима потписала документа о савезу, чиме се придружила Антихитлеровској коалицији. У том смислу, британска влада је увјеравала Југословене: „Обнављамо партнерство, које нас је у Великом рату провело кроз недаће до побједе. Заједно ћемо ратовати и склопити мир само када се врати право, и преовлада закон и правда”. Посебна министарска мисија је послата у Сједињене Државе због важности подршке ове државе.

## Рана фаза (мај—децембар 1941)

### Стварање, циљеви, задаци и организација војно-четничких одреда
Након капитулације, многи војници и официри Југословенске војске (ЈВ) су избјегли заробљавање. Неки од њих су се дали у бјег. Плашећи се да се врате кући, држали су се по страни у малим групама, скривајући се у селима или на падинама околних брда и планина. Звали су их „шумски људи”. Људи су касније почели да примјећују разлике међу њима. У почетку су се шириле гласине о четницима Косте Пећанца и пуковника Драже Михаиловића, а затим су се појавили „партизани”.
Почетак стварања војно-политичког покрета, који је претендовао на улогу југословенског центра антиокупационих стријемљења и који је касније формирао ЈВуО, поставила је средином маја 1941. у западној Србији на висоравни Равна гора група од седам официра и 24 војника и подофицира ЈВ, предвођена пуковником Генералштаба и начелником оперативног штаба 2. армије Драгољубом Дражом Михаиловићем. Не прихватајући капитулацију Југославије пред силама Осовине, Дража и његови саборци су ту поставили свој логор и командни пункт, а своју формацију су назвали „Четнички одреди Југословенске војске”. Сходно томе, јединице су назване „војно-четничким”. Дражин одабир Равне горе као мјеста нелегалног боравка и формирања његове војне организације био је одређен њеном релативном близином важних градова — Ваљева и Чачка — и пријестонице Београда, као и централни положај у односу на земљу у цјелини. Поред тога, планинско подручје било је удаљено од путева и прилично добро заштићено шумом.
Према Дражином плану, непризнавање акта капитулације значило је даље постојање Краљевине Југославије, која је још увијек била у ратном стању са силама Осовине. То је обавезало војнике ЈВ који су побјегли из заробљеништва, као и све војне обвезнике, да остану вјерни својој заклетви и војној дужности. На основу тога, према историчару Леониду Гибјанском, Дража је настојао да спроведе „тајну мобилизацију и створи мрежу нелегалних четничких формација” под јединственом командом у Србији. Главни задаци који су разматрани били су: обезбјеђивање заштите становништва и одржавање основног реда и безбједности у селима, заштита становништва од репресивних поступака окупатора, као и припрема за „одлучујући тренутак, када ће се стећи услови за општи устанак и ослобођење од окупације” у етапи озбиљног слабљења или неизбјежног пораза Њемачке. У том тренутку, све четничке формације биле су дужне да преузму власт на територији своје одговорности с циљем обнављања државног поретка Краљевине Југославије. Према Дражиној замисли, док не дође до „одлучујућег тренутка”, војно-четнички одреди требало је да, ако је могуће, избјегавају сукобе са окупационим војним јединицама и да прибјегавају војним дејствима против њих само у крајњим случајевима непосредне пријетње становништву. Поред тога, приликом рјешавања проблема одржавања реда, углавном у сеоским мјестима, гдје је контрола окупатора била минимална, српска жандармерија колаборационистичке администрације Милана Аћимовића (касније Милана Недића) требало је да сарађује са нелегално створеним четничким формација, чији би мјесни огранци и положаји „у ствари тајно били потчињени четничким командантима исто мјесног нивоа”.
Упркос називу, Дражина организације није била заснована на предратној структури Удружења четника или Команде четничких одреда Југословенске војске, створене у априлу 1940. године. Иако су Дража и његов круг прогласили стварање четничке организације као југословенске, њено практично дејство у почетку је било ограничено само на Србију. Ту је Дражина иницијатива убрзо наишла на прилично широк одјек међу припадницима ЈВ који су побјегли из заробљеништва, прије свега међу официрима и подофицирима, као и међу цивилима, прије свега младима. Сазнавши за равногорске четнике, велики број њих је отишао на Равну гору и, пошто су углавном били млађи по чину, признали су Дражино вођство. Такође, редове равногорских четника попуњавали су и црногорски официри ЈВ, које су Нијемци и Италијани послали кући, усљед италијанске намјере да створи марионетску државу у Црној Гори. Прве четничке јединице су настале спонтано. Међутим, официри који су се придружили Дражи били су укључени у формирање војне организационе структуре. Коста Николић напомиње тешкоћу представљања тачне хронологије ових догађаја. Према његовим ријечима, почетка тачка може бити 14. јун 1941, када се Дража потписао као командант Четничких одреда. Претпоставља се да је Дражино прво почетно наређење за формирање четничких јединица било „Упут за извршење задатака четничких одреда Југословенске војске”. Прописао је формирање мјесних чета, од 30—40 регрута старости 20—30 година. У вријеме општег устанка требало да је постану мобилни, а сваки регрут је био обавезан да има залихе хране за три дана.
Први наоружани војно-четнички одреди називе су добијали по мјесној планини или ријеци. Њихов командни састав чинили су углавном официри и подофицири, али дјелимично и цивили. Дража је слао своје изасланике у спонтано формиране јединице и оне су укључиване у његову војну организацију. Наоружани војно-четнички одреди обично су бројали 50—200 људи, а понекад и више. Њима су командовали људи, који су одговарали Дражи и који су од њега добијали опште упуте. Истовремено, команданти су имали широку независност у дјеловању, донекле принуђену тешкоћама у одржавању веза са штабом. То је такође био начин да се командантима пружи прилика да узму у обзир мјесне услове. Пракса дозвољавања широке аутономије командантима била је на снази 1941. и већи дио 1942. и допринијела је слабости војне организације. Од краја љета и јесени 1941. команда равногораца преузела је мјере за формирање свих јединица у Црној Гори, Санџаку и низу срезова у НДХ са значајним присуство Срба. У НДХ, активност четника у почетку је обухватала територије Босне и Херцеговине уз Србију. Међутим, због слабе организације већег броја босанских, херцеговачких и црногорских јединица које су приступила Четничким одредима, Дража није био у могућности да замјени мјесне команданте својим људима. Неке од ових јединица су се опирале обједињавању због личних амбиција и невољности њихових вођа да се потчине Дражи.
Војно-четнички одреди су створени на окупираној земљи „од нуле” и имали су великих проблема са прикупљањем оружја. У то вријеме, Дража и његов штаб нису били у могућности да организују снабдијевање оружјем и муницијом, па је успут тај задатак додијелио самим јединицама у складу са њиховим могућностима. Од љета 1941, војно-четнички одреди су подијељени у двије категорије: једну су чинили мушкарци 20—30 година, другу 30—40 година. Касније, почетком јесени 1941, број категорија одреда повећан је на три, укључујући старости 40—50 година. Истовремено, у зависности од функционално-старосне групе личног састава, намјена неких одреда била је стално присуство и дејство у мјестима формирања и боравка њихових припадника, док је намјена других мобилних, оперативних трупа (старост бораца 20—30 година) била употреба на ширим територијама. Одреди прописаног приближног минималног броја формирани су по селима, градовима или градским четвртим и били су потчињени створеним командама у окрузима и областима. Централно руководство цијелом четничком структуром вршила је општа команда на Равног гори, на челу са Дражом. У почетку, љета 1941, у тајним упутама које је слао, називао се командантом Горског штаба Југословенске војске. Од почетка јесени 1941 — командант Четничких одреда Југословенске војске. У вођењу војно-четничке организације Дража се ослањао на Команду четничких одреда Југословенске војске, преименовану у Врховну команду у јануара 1942. године.

### Политичка организација и идеологија четничког Равногорског покрета
Након запањујућег пораза у Априлском рату, Дража и његови официри су вјеровали да морају да изграде чисто војни покрет без учешћа предратних политичара, који су оптужени за двије деценије лошег управљања и издају традиционалних српских идеала. Рачунали су на непосредни контакт са народом. Што се тиче политичког правца покрета, у почетној етапи стварања, Дража није изнио никакве мање-више јасне политичке задатке програмске природе, осим општег циља ослобођења земља од окупације. Остајући вјерни својој заклетви, равногорци су дјеловали као браниоци монархије и због тога је њихов програм имао изразито монархистички и грађански карактер. Упркос проглашеним паролама о обнови југословенске државе и учешћу неких несрба у организацији, равногорци су, заправо, од самог почетка били српска национална сила. Права пажња Драже и његових сарадника била је усмјерена ка српским питањима. У етнорелигијском сукобу, ројалисти су били на српској страни и убрзо су почели да се изједначавају са Србијом, а стварање српске територијалне јединице у будућој послијератној Југославији био је њихов примарни задатак.
Истовремено, Дражи је убрзо постало јасно да је немогуће изградити масовну организацију без сарадње са политичарима, па су до краја љета 1941. неки политички кругови у градовима, укључујући и у Београду, почели да се придружују формирању четничког покрета, а покушано је и формирање политичких ћелија, али само са оним политичарима који нису учествовали у предратном владајућем режиму. Почетком августа 1941, Дража је наредио београдском штабу војно-четничких одреда да формира комитет од чланова српских грађанских опозиционих странака као савјетодавни орган, које је требало да постане политичког крило четничког покрета. Овај пројекат подржао је познати писац и један од замјеника предсједника Српског културног клуба (СКК) Драгиша Васић. Дошао је на идеју о стварању потпуно новог народног покрета, гдје „не би било мјеста за неуспјеле политичаре” и био је први који је предложио да се назове „равногорским”. Београдски комитет тада није основан, пошто је Гестапо ухапсио многе чланове у јесен 1941. године. Међутим, стварање политичког покрета наставили су Васић и још један замјеник предсједника СКК, Младен Жујовић. Као исход, крајем августа је формално основан Централни национални комитет (ЦНК) — орган, који је требао да обједини грађанске и политичке власти с циљем подршке четничкој организацији. У ствари, скоро двије године је дјеловао само изврни одбор ЦНК, који су у почетку чинили Васић и Жујовић, којима се у прољеће 1942. придружила још једна истакнута личност предратног СКК, Стеван Мољевић. Извршни одбор ЦНК организовао је политичке и пропагандне дјелатности Равногорског покрета.
Приликом развоја детаљних програмских начела, ЦНК се првенствено фокусирао и, према ријечима Леонида Гибијанског, готово искључиво на проблем унутрашњег етнополитичког устројства Југославије, који би морао бити успостављен по обнови независности државе. Извршни одбор је пошао од идеје о преустројству Југославије у федерацију три аутономије, српске, хрватске и словеначке. Суштинске тачке идеје биле су водећа улога Срба у реорганизованој држави и укључивање у српску аутономију, поред Србије и Црне Горе, свих територија које се сматрају српским. Истовремено, под утицајем прогона Срба на етничкој основи који се дешава на територијама под окупацијом, територије са разнородним становништвом које су биле планиране за присаједињење Србији, требало је не само да буду стављене под српску контролу током ослобођења Југославије од окупатора, већ и да буду насилно „очишћене” од несрпског становништва. Истовремено, планирано је да се ту организује пресељење значајног броја Срба. Овај задатак требало је да изврше четничке снаге. Осим задатка радикалне етнополитичке реорганизације Југославије, четничко руководство није разматрало никакво друго политичко или друштвено преустројство поретка након ослобођења од окупације, ни током формирања покрета, ни касније, све до прелаза 1943/44. године. Према ријечима историчара Холма Зундхаусена, националистичка оријентација Равногорског покрета и његова жеља за колективним кажњавањем мјесних „агресора и колаборациониста”, међу којима су били Хрвати, Муслимани, Албанци и југословенски Нијемци, довела је до погоршања националних противрјечности између Срба и несрба у окупираној Југославији.

### Дражини четници и четници Косте Пећанца
На почетку окупације Југославије, назив „четник” је поистовјећен само са јединицама предратног предсједник Удружења четника Косте Пећанца. Они су били много познатији од „дражиноваца”. Прије осовинске инвазије, Пећанац је, по инструкцијама и уз подршку Министарства војске и морнарице, организовао оружану формацију под својом командом на југу Србије, која се састојала од неколико стотина људи и била је концентрисана у долини Топлице за касније герилске операције у јужним дијеловима Србије, Македоније и Косова. Током прва три мјесеца окупације, Пећанчеве јединице су привукле много људи у своје редове, али су се бориле само против албанских група. Доласком Титових партизана, Пећанац је одбацио све помисли да постане снага отпора и није прихватио Дражину понуду за сарадњу. Напротив, до краја августа 1941. постигао је споразуме за квислиншком „српском владом” и њемачким окупационим властима о борби против партизана. Пећанчеви четници су у зиму 1941/42. гонили Дражине четнике, иако су многи од њих скривали велики број равногораца. У јун 1944. Пећанца су стријељали Дражини четници.

### Дражини четници и Титови партизани. Сарадња, раскол и почетак грађанског рата
Прва два мјесеца Дража је створио војно-четничку организацију, прихватао добровољце, успостављао контакте са официрима истомишљеницима и колаборационистичким чиновницима и намјера му је била да не диже устанак без изгледне помоћи западних савезника. Од средине љета 1941. па надаље, морао се суочити са новим фактором: антиокупационим покретом под руководством Комунистичке партије Југославије.
Крајем јула, Тито је осмислио план великих размјера за стварање велике „ослобођене територије” која би послужила за подстицање правог народног устанка. За ту сврху изабрана је западна Србија, прије свега долина Западне Мораве и средњи ток Дрине. Узети су у обзир погодан положај региона, близина Босне, Срема и Црне Горе, нераван терен, као и дугогодишња бунтовничка традиција становништва и присуство Дражиних четника. У почетку су партизани углавном занемаривали равногорце, али у августу се ситуација почела мијењати, чему је допринијело не само зближавање Совјетског Савеза и Уједињеног Краљевства, покровитеља емигрантске југословенске владе, него и страхови комунистичког руководства од могуће сарадње националиста са окупаторима. На крају је одлучено да се покуша склопити савез са четницима или „неутралисати их у овом тренутку”.
У августу 1941, партизани и четници су одржали низ преговора на свим нивоима. На састанку Драже и представника Покрајинског комитета КПЈ за Србију, стране су се сложиле да се не нападају, признале слободу дејстава независну од другога, као и слободу избора четника да ли ће се упустити у борбу са окупаторима. Иако су иза кулиса четнички официри били јединствени у својој забринутости због растућег комунистичког утицаја у земљи, били су подијељени по питању како се односити према Титовим партизанима. Један дио се залагао за превентивни удар на партизане, које су сматрали главним идеолошким непријатељем. Други, вођени родољубивим осјећањима и жељом да поправе углед нарушен априлским поразом, залагали су се за придруживање устанку као једини начин да се одржи утицај међу народним масама. Како историчар Гај Трифковић примјећује, „монархисти су, упркос свом антикомунизму, углавном дијелили преовлађујућа пансловенска осјећања и вјеровање да ће Совјети ускоро бити на Дунаву”. Један од четничких „официра-активиста”, потпуковник Веселин Мисита, наводно без Дражине дозволе, упао је у Лозницу 31. августа 1941. и заробио 93 Нијемца. Услиједио је заједнички напад на Бању Ковиљачу, који је завршен 4. септембра великом побједом, заробљавањем скоро цијелог њемачког гарнизона и заплијеном трофеја: осим минобацача, 22 лака митраљеза, 92 комада лаког оружја и велика количина опреме.
Окупатори и квислиншке власти су одговорили на устанак у Србији казненим мјерама, али репресије нису довела до смањења обима отпора. У септембру су устаници имали све веће успјехе, ослобађајући насеља и проширујући територију који су контролисали. Први састанак Драже и Тита одржан је у Струганику 19. септембра, на којем су разматране могућности и услови сарадње. Због међусобног неповјерења, преговори су открили прва неслагања, па је споразум између вођа отпора био само привремени компромис: сложили су се да ће се оба покрета заједно борити против окупатора када се за то укажу услови да ће дијелити заробљено оружје и власт на ослобођеним територијама. Они који су жељели да учествују у борби против окупатора добили су слободу да бирају између четника или партизана. Након тога, 26. септембра 1941. у селу Столице код Крупња одржано је саветовање политичких и војних вођа Народноослободилачког покрета под Титовим вођством. Поред одлука о унапрјеђењу система руковођења, обједињавању партизанске војске и јачању утицала партије у њој, посебно важна одлука се односила на нове органе револуционарне власти — Народноослободилачке одборе (НОО), која је требало створити на ослобођеној територији. Тиме је КПЈ показала да ће се уз борбу за ослобођење Југославије водити и борба за социјалну револуцију, освајање власти и ново државно уређење земље.
У то вријеме, партизанско-четничка сарадња је настављена током заузимања Горњег Милановца и Чачка, напада на Шабац, блокаде Ваљева и битака код Краљева. Уз то, дуалност се изражавала у дјеловању два одвојена штаба отпора на ослобођеној територији — Врховни штаб Народноослободилачких партизанских одреда Југославије и Врховни штаб четничких одреда, двије структуре позадинских војних власти и два мобилизациона пункта, гдје су се добровољци могли придружити једном или другом покрету. Партизанска „пријестоница” била је Ужице, а четничка Пожега, одакле су контролисали Рашку, Врњачку Бању и друга мјеста. У Чачку и Горњем Милановцу, партизани и четници су дијелили власт на паритетној основи. Убрзо су у свим мјестима „Ужичке републике” постојале команде оба покрета, чак и у Ужицу. Истовремено, одлучујућа улога у власти и у одбрани ослобођене територије припала је бројнијим партизанима.
Средином септембра, Хитлер је издао наређење о безусловном гушењу српског устанка. Окупационе снаге су појачане јединицама које су стигле из Француске и Грчке, а ради завршне етапе антигерилских операција, са Источног фронта је пребачена борбена дивизија. До почетка њемачке офанзиве, која је у суштини била казнена експедиција, издато је наређење да се за сваког убијеног њемачког војника стријеља 100 талаца, за сваког рањеног 50 талаца. Почевши од Мачве, њемачке трупе су вршиле масовна стријељања и паљења читавих села, нису штедјели ни дјецу и одводили су хиљаде људи у концентрационе логоре. Услиједила су колективне репресије у околини Ваљева, у Крагујевцу, у Краљеву и другим мјестима, гдје је број жртава био неколико стотина и хиљада. У комбинацији са снажним војним присуством, масовна убиства су постигла свој циљ. Према Миловану Ђиласу, Србију је захватио „смртни ужас”, а мјесни команданти су извјештавали о примјетном паду морала и јединицама парализованим „психозом”, „страхом и тјескобом”.
На врхунцу њемачке офанзиве, партизани и четници су се од „невољних савезника”, претворили у „заклете непријатеље”. Како пише Гај Трифковић, „непремостиви идеолошки јаз и потпуно различити концепти отпора осудили су на пропаст већ ионако млаке и неискрене покушаје успостављања радног партнерства на свим нивоима”. Неповјерење, супарништво и сукоби око расподјеле ратног плијена и власти, расли су између партизана и четника. Да би се превазишли ови проблеми, други састанак Драже и Тита одржан је у Брајићима код Горњег Милановца 26. октобра 1941. године. Одлучено да ће штабови оба покрета отпора наставити да дјелују одвојено, а да ће заплијењено оружје бити подијељено подједнако. Обје стране су се обавезале да ће избјегавати сукобе и осигурати несметано кретање по слободној територији. Истовремено, током састанка, Дража је одбацио приједлог о стварању заједничког оперативног штаба и изразио протест против стварања НОО, као начина доласка КПЈ на власт. Само неколико дана касније, након низа мањих инцидената, четници су напали Ужице у ноћи 31. октобра на 1. новембар. Узроци сукоба су предмет дугогодишње дебате. Према једној верзији, изазвали су их партизани својом жељом за револуцијом и нападом 31. октобра на четничке јединице у пожешком крају. Према другој, сукобе су започели „антикомунизмом заслијепљени четници” нападом на Ужице.
Након четничког напада услиједио је партизански контранапад, који је довео монархисте на ивицу слома. У наредним данима, партизани су преузели контролу над територијом између Пожеге, Чачка и Љига. У овој ситуацији, њемачка офанзива на ужу Србију који су држали четници и бруталне репресије над цивилима, приморале су Дражу, који је сматрао да је континуирани отпор раван „националном самоубиству” и који је већ одржавао контакт са српским квислиншким власти преко својих изасланика, да крене у преговоре са Нијемцима. На састанку у Дивцима код Ваљева 11. новембра са овлашћеним представником њемачке војне команде, потпуковником Рудолфом Когардом, Дража је предложио обуставу војних операција у градовима и дуж главних линија комуникација и обећао ослобођење Србије од партизана и комуниста. Да би то урадио, затражио је слободу дјеловања, оружје и муницију. Међутим, Нијемци су одбили ову понуди и захтијевали да Дража обустави сва војна дејства и безусловно се преда. Такви услови били су неприхватљиви за Дражу. Истовремено, након што је Лондон иницирао непосредну интервенцију Москве, Тито и Дража су направили коначан компромис у међусобним односима два покрета. У Чачку је 20. новембра потписан споразум о прекиду ватре с циљем да се заустави „братоубилачка борба, проливање братске крви, да се уједине све патриотске снаге српског народа и окрену против окупатора и националних издајника”. Иако су партизани одбили понуду да се ставе под четничку команду, Дража и Тито су се још једном сложили да се борба против окупатора води заједнички. Међутим, како примјећује Мира Радојевић, ниједна страна није била искрена у својим изјавама. Комунисти су били увјерени да ће се рат брзо завршити „побједом Совјета” и распадом Антихитлеровске коалиције, што је отворило могућност преласка на „другу етапу” рата — одмазде против класних противника и непријатеља револуције, као услов за освајање власти. Ово увјерење је изазвало „равнодушност према репресијама и егзистенцијалном тренутку српске нације, па чак ни велике њемачке репресије нису промијениле њихову оријентацију”. Четници су разумјели циљеве партизана и видјели су их као своје главне непријатеље. Стога је грађански рат настављен.

### Дражини војно-четнички одреди на прелазу 1941/42. година
Двије ојачане њемачке пјешадијске дивизије — 342. и 113. — започеле су 25. новембра 1941. завршну операцију гушења српског устанка, под шифрованим називом Ужице. Горњи Милановац је пао 28. новембра, а до 29. новембра Ужице су биле у домету удара борбене групе 113. дивизије. По цијену погибије Радничког батаљона Ужичког партизанског одреда, који је бранио прилаз граду на брду Кадињача, било је могуће одложити њемачког напредовање за неколико часова, што је омогућило евакуацију Врховног штаба и рањених партизана буквално испред носа Нијемаца који су надирали. Током наредних пет дана, остаци партизана су се отргли од потјере и отишли преко Увца у Санџак, у релативно безбједну италијанску окупациону зону.
Након пораза партизана, нови командант трупа Вермахта у Србији, генерал Бадер, извео је муњевиту, али неуспјешну операцију под кодним називом „Михаиловић” с циљем да снагама 342. дивизије униште штаб четничких одреда на Равног гори. Сазнавши 5. децембра, вјероватно од Аћимовића и Мушицког, за предстојећу њемачку операцију, Михаиловић је одлучио да рашири расположиве снаге како би избјегао фронтални сукоб са непријатељем. На крају, по цијену самог жртвовања команданта бригаде, мајора Александра Мишића, који се представљао као вођа равногораца, Михаиловић и преостали четници успјели су да избјегну заробљавање. Њемачка војна команда у Србији је 8. децембра објавила награду од 200.000 динара за Дражу, који је означен као „вођа одметника и бунтовник”, чиме је Дража постао први вођа европског покрета отпора за кога је одређена новчана награда.
За Равногорски покрет у Србији, исход њемачке офанзиве био је распад значајног дијела четничке војске крајем 1941. године. Поједине групе четника спасавале су се повлачењем у сусједне области Босне. Видјевши то, Дража је закључио да резултати нису оправдали огромне људске жртве. Његов главни циљ у овом тренутку био је очување четничких снага. Да би се сачувала војска и цивили, одлучено је да се значајно смањи војна дјелатност. Како пише Коста Николић, Дражину политику су подржале британске војне власти. Дио четника је легализован као дио Српске државне страже и других Недићевих јединица, дио је отишао у илегалу, док је већина четника који су учествовали у устанку једноставно послата кући. Само мали одреди — често регионални команданти са неколико десетина људи — наставили су да постоје у појединим мјестима, кријући се од окупационих снага и Недићевих формација током зимских мјесеци и само повремено упуштајући се у сукобе са њима. Сам Дража, са малом пратњом, такође је живио у нелегалном положају, селећи се из једног села у друго. Истовремено, равногорци су наставили да нападају партизане. Уз избјегавање сукоба са Вермахтом, комунисти су то искористили да оптуже четнике за сарадњу са непријатељем. Јасноћа у односу између два покрета отпора у великој мјери је постигнута на прелазу из 1941. у 1942. годину. Дража је 30. децембра објаснио да не може бити сарадње са партизанима, јер се боре против династије и њихов циљ је социјалистичка револуција, што никада не може бити циљ четника. Како пише Занела Шмид, „Оба покрета су тада схватила да су им циљеви дијаметрално супротни један другом и да након рата само једна страна може изаћи као побједник”.

## ЈВуО у периоду до капитулације Италије (јануара 1942 — августа 1943)

### Четнички покрет и Антихитлеровска коалиција. Дражина сарадња са владом у егзилу и Британцима
У септембру 1941. Дража је успоставио радио-контакт са Британцима и југословенском владом у егзилу. Черчил и савезници, заинтересовани за контролу над југословенским отпором, били су склони подршци Равногорском покрету. У Уједињеном Краљевству и Сједињеним Државама покренута је кампања популаризације Драже као хероја отпора. Предсједник југословенске владе у егзилу генерал Душан Симовић је 15. новембра на радију објавио именовање Драгољуба Михаиловића за вођу националног отпора. Упозоравајући да још није дошао прави тренутак за „одлучујући битку”, Симовић је позвао све учеснике југословенског отпора да се уједине под Дражином командом, командантом свих оружаних снага у земљи.
Истовремено, оружани сукоб партизана и четника довео је до појаве тзв. „југословенског питања” у Антихитлеровској коалицији. Почело је Дражиним захтјевом за дипломатску помоћ, упућеној влади у егзилу, када је његов штаб на Равној гори био под партизанским окружењем. Након тога, представници југословенске дипломатске мисије и британски амбасадор у Совјетском Савезу обратили су се првом замјенику народног комесара за инострана дјела Андреју Вишинском са захтјевом да утиче на партизане. У другој половини новембра и почетком децембра услиједили су нови апели југословенских и британских представника упућени совјетским функционерима. Совјетска страна је избјегавала одговоре до почетка јануара 1942. године. У објави 5—6. јануара наведено је да „влада СССР не сматра прикладним да се ’мијеша са своје стране у партизанске послове Југославије’”. Совјетска страна је задржала исти став и у наредним мјесецима. Тим је Москва фактички одбацила британске жеље, а да се не помиње југословенска влада у егзила, да постигне потчињавања партизана Дражи. Нова етапа је почела почетком августа 1942, када је совјетски меморандум, састављен на основу Титових порука генералном секретару извршног комитета Комунистичке интернационале Димитрову, послат југословенској влади у егзилу и Британцима, у којем су Дража и његови четници оптужени за сарадњу са Недићем и Италијанима. Касније је иста нота предата и америчком Државном секретаријату. Британци и Американци се нису много упуштали у оспоравање оптужби, али су у контакту са Москвом истицали хитну потребу предузимања мјера за прекид борби партизана и четника и стварање јединственог фронта против окупатора. Према британском приједлогу, упућеном совјетској влади у августу 1942, а појашњеном у меморандуму од 9. марта 1943, Совјетски Савез би требало утицати на партизане у том погледу, док би Уједињено Краљевство утицало на четнике. Међутим, совјетска реакција је била занемарујућа. Према ријечима Леонида Гибијанског: „СССР је, у суштини, показао своју невољност да садејствује по енглеском приједлогу. Совјетски став и све очигледнији успјеси покрета који је предводила КПЈ постепено су приморали британску владу да се приклони потреби успостављања сопствених контаката са партизанима”.
Међутим, у јесен и зиму 1941, Дража је био симбол отпора нацизму у Европи. Стратешке тежње Лондона поклапале су се са Дражиним циљевима, а британско руководство одобравало је активности четника и пружало им помоћ. Југословенска влада је 7. децембра додијелила Дражи чин бригадног генерала. Именован је 11. јануара 1942. за министра војске, морнарице и ваздухопловства у новој влади Слободана Јовановића, а 19. јануара му је додијељен чин дивизијског генерала. Краљ Петар II је 10. јуна захтијевао од Јовановића да се Врховна команда Југословенске војске пребаци у „окупирану домовину” и да се Дража постави за начелника штаба. У том смислу, Дража је 17. јуна унапријеђен у чин армијског генерала.
Година 1942. обиљежена је активном сарадњом британских војних мисија са ЈВуО, нарочито да територији данашње Србије, Црне Горе и Сјеверне Македоније. Дејства четника су се углавном односила на подривање комуникација, саботажу жељезничких пруга и прекид снабдијевања Њемачке ископаним рудама и минералима. Истовремено, према ријечима Косте Николића, став британске владе према оружаном отпору у Југославији је у почетку био противрјечан. Британци су потцијенили одлучност и способност њемачких трупа да сузбију сваки отпор окупацији. С друге стране, воља и способност мјесног становништва да се организује у борби против окупатора била је прецијењена. У таквим околностима, Дража и Британци су се у раној етапи погрешно разумјели. Вођа четника је очекивао савезничку инвазију на Балкан, док су Британци вјеровали да четници могу дјеловати као ефикасна војна сила против Вермахта. Када је у Србији избио грађански рат, само је Дража захтијевао прекид сукоба. Британска влада, иако је подржавала Дражу, није дијелила његову намјеру да се бори против комуниста. Одговарајућа упутства су послата Дражи, али никада нису дата партизанима. Тако је Дража постао одговоран за поступке друге стране, без могућности да на њих утиче. Снабдијевање четника зависило је од прекида непријатељстава са партизанима, што Дража није могао сам да осигура. Британски захтјеви да Дража одржи јединствени фронт били су немогући за испуњење. Британска очекивања да ће совјетска влада утицати на партизане нису се испунила. Још једна потешкоћа у подржавању српског устанка биле су „страшне размјере репресија Њемачке против цивилног становништва”. Званични британски став био је да за сада не треба предузимати дејства великих размјера. Овакав приступ је био у складу са Дражином одлуком да одржи отпор ниског интензитета, како би се што више избјегле цивилне жртве. Међутим, међу британским званичницима су постојале разлике у мишљењима о овом питању. Тако, помоћник замјеник министра у Министарству економског ратовања Гледвин Џеб (такође и извршни директор УСО) није вјеровао да је комунистичка саботажа нашкодила Србима, а да није нашкодила Нијемцима. „Свака саботажа, написао је, била је брига за силе Осовине, а репресија је била мач са двије оштрице: што је била бруталнија, то се више регрута придружило покрету отпора. Џеб је закључио: ’Само подстицањем цијеле нације да убија Нијемци и Италијане, овај устанак има икакве шансе да се одржи’”.
Черчил је 1942. дуго био позитиван у вези са дјелатностима четника, укључујући и акције против партизана. Међутим, Дража је постепено почео да губи ауторитет у очима Британаца. Политичка разматрања савезника дошла су до изражаја, а питање велике стратегије све више су заокупљала британског премијера. Заузврат, Стаљин је искористио „југословенско питање” да изврши притисак на западне савезнике током љета 1942. године. Као исход, четници су се нашли у веома тешкој ситуацији. Водили су непрекидну борбу против агресора, жесток грађански рат, а такође су зависили од интереса вођа Антихитлеровске коалиције и њиховог става у вези са догађајима у Југославији. У љето и јесен 1942, Москва је покренула добро осмишљену пропагандну кампању дискредитације Драже, оптужујући га за сарадњу са Италијанима и Нијемцима. Како пише Сковородников, „мора се признати да су команданти појединих српски одреда заиста ступили у контакт са окупаторима, на основу конкретних тактичких разматрања”. Међутим, Дража је остао вјеран својим савезничким обавезама, барем до краја 1943. године.

### Развој ЈВуО
У јануару 1942, Четнички одреди Југословенске војске преименовани су у Југословенску војску у отаџбини. Нови званични назив задржао се до краја рата. Главна територија четничке војно-политичке активности у том тренутку била је Црна Гора и значајна подручја НДХ у оквиру италијанске сфере окупације.
У Србији је, на прољеће 1942, почело извјесно оживљавање и обнављање четничких одреда. Овај процес се одвијао у условима када су, уз незнатну партизанску пријетњу, окупатори могли да се концентришу искључиво на Дражину организацију. Због своје бројчане надмоћи, Нијемци нису видјели потребу за преговорима или прављењем компромиса са четницима у Србији. У таквој ситуацији, активност ЈВуО била је ограничена на појединачне спорадичне мјесне окршаје са Нијемцима, недићевцима, нарочито са љотићевцима, појединачне диверзивне акте и убиства неких личности у Недићевој администрацији.
Дража је морао тајно да спроведе реорганизацију и проширење своје организације. Основна структура војске утврђена је „Упутством број 5” од 14. фебруара 1942. године. Конкретно, упутство је утврдило подјелу четничких формације на три категорије. „Трећа чета”, који су чинили мушкарци старости 20—30 година, били су намијењени за извршење борбених задатака и требало је да буду опремљени свим расположивим оружјем. Они су заправо чинили Дражине дејствујуће трупе током цијелог рата. Друге двије старосне групе (30—40 и 40—50 година) биле су ангажоване на задацима у позадини. ЈВуО је била организована на територијалној основи. Јединице су биле непосредно везане са селом, општином или срезом. Сваки срез је имао своју бригаду, које су од новембра 1942. била обједињене у корпус (према Трифковићу, почетком 1943. године), који су се састојали од двије, три или више бригада. Бригаде су обично обухватале 3—5 батаљона и бројале су око 250 наоружаних људи. Батаљони су били подијељени у 2—3 чете, а оне у водове. Касније су планиране и друге јединице корпусне структуре: комуникационе, инжињерске, безбједносне, логистичке и јединице за подршку. Крајем 1943. и почетком 1944. корпуси су обједињени у групе корпуса, које су биле потчињене регионалним штабовима, који су покривали цијелу земљу (Централна команда Србије, Јужна команда Србије итд.).
Међутим, чак и након предузетим мјера, ЈВуО је у суштини остала милиција. Иако је од краја 1941. Равногорски покрет проширио своју организацију на већи дио југословенске територије, никада није био јединствен. Недостатак наоружања, тешкоће у снабдијевању и безбједносни проблеми ограничавали су војну снагу активног језгра. Један корпус је могао имати од неколико стотина до 3.000 борбено спремних војника. Борбене способности војске биле су знатно смањене недостатком тешког наоружања и муниције (24—40 метака по пушци, 150—200 по митраљезу). Један од проблема било је недостатак јаке војне дисциплине. Најслабија тачка ЈВуО био је његов официрски кор. Иза Драже, признатог вође Равногорског покрета и популарног Чиче, стајали су мјесни команданти, понекад самоиницијативно називајући себе војводама, међу којима је било родољуба — антифашиста, али и „насилника, огрезлих у злочину према сопственом народу и сарадњи с Нијемцима”. Како Гај Трифковић наглашава, Дражин непажљиви стил вођства, јасна територијална природа војске и недостатак активности, допринијели су развоју теренске команде. Спорови су били чести и понекад су се завршавали трагично: пуковник Јеврем Симић, један од Дражиних највиших потчињених, погинуо је током инспекцијске туре почетком 1944. године. Сваки мјесни командант је владао својим феудом, гдје, заправо, нико није могао ући без његове дозволе, било да је у питању приватно лице или пријатељски одред из сусједног среза који је прогонио партизане. Изузетак је био Драгутин Кесеровић (према Ђиласу, један од ријетких „који је заслужио поштовање партизана”) и Радослав Ђурић, који је створио релативно ефикасну и дисциплиновану борбену силу у јужноцентралним и јужним дијеловима земље.
Однос четничких одреда према борби и окупаторима варирао је у различитим дијеловима земље, у зависности од конкретне средине и њених потреба. У ствари, војна дејства била су усмјерена против партизана и усташко-домобранских трупа све до капитулације Италије. Значајан дио четничких дејстава изразио се у физичким одмаздама над хрватским и нарочито муслиманским становништвом.

### Четници изван Србије
Именовање Драже за министра војног и начелника Врховне команде Југословенске војске у отаџбини обавезало га је да преобрази масу српских националистичких одреда у организовани свенародни покрет отпора у окупираној Југославији, способан да своје дјелатности интегрише у стратешке планове Антихитлеровске коалиције. Међутим, према историчару Сајмону Труу, то је имало врло мали утицај на Црногорце и Пречане, а практично никакав утицај на Хрвате, Словенце и мањине. Он је као разлог овакве ситуације видио у националним разликама које су биле укоријењене још од прије рата, а сада су погоршане усташким терором над Србима и четничким контратерором над Хрватима и Муслиманима. У условима окупиране и раздјељене земље, национални сукоби су чинили сарадњу између ЈВуО и других југословенских народа мало вјероватном. Ни Дража, ни влада у егзилу, нису били у стању да несрпском становништву дају било какво политичко вођство, било какву уједињујућу идеју, или било шта суштинско за заједничку оружану борбу под њиховим вођством.
Изван Србије, у областима, гдје није било масовних концетрације српског становништва, мала и безначајна организација четничког Равногорског покрета настала је само на територије Љубљанске покрајине (дио данашње Словеније који је анектирала Италија). Били су познати као плавогардејци. Остатак четничког покрета изван Србије по етничком саставу учесника био је српски. У Србији и Љубљанског покрајини, четнички покрет је задржао све елементе предратне војске и био је њен герилски изданак. Истовремено, у подручјима са српским становништвом на територији НДХ, као одговор на усташки терор, од јуна 1941. формирани су разни одреди четника, који дуго времена нису имали икакве везе са Дражином командом. Тек од краја 1942. и током 1943. значајан дио таквих формација ушао је у састав ЈВуО, али су се оне значајно разликовале од оних у Србији због ситуације на терену, противника, тактике преживљавања и потчињавања различитим командантима. Слична ситуација је примјећена и у Црној Гори. Све ове суштински српске националне снаге, признавале су врховну власт генерала Михаиловића (државе и краља), али су у многим случајевима водиле аутономну политику — углавном диктирану мјесним условима. Присуство генерала Михаиловића у овом регионима (јун 1942 — јун 1943. и октобар 1944 — март 1946) није ојачало кохезију босанских, херцеговачких, црногорских и других дијелова ЈВуО и није одстранио регионалне разлике погоршане темпераментом или карактером различитих мјесних команданата.

### Четнички терор над партизанима и њиховим присталицама
Грађански рат који је избио крајем јесени 1941. пратио је четнички терор над партизанима и њиховим присталицама, спровођен у свакој прилици, без обзира на истинитост оптужби, националну и религијску припадност репресираних лица. Заузврат, партизани су одговорили четницима сопственим терором. Истовремено, током периода „лијевих скретања”, отприлике од децембра 1941. до маја 1942, у низу региона забиљежени су и случајеви партизанског терора над људима, који су сматрани потенцијалним непријатељима због свог класног положаја, чак и ако нису били четници или колаборационисти. Тако је, према ријечима Јозе Томашевића, „рођен страшни циклус терора и контратерора” који се наставио током цијелог рата, па чак и након његовог завршетка.
Коста Николић и Небојша Стамболија разлог за то виде у чињеници да су многи четнички официри сматрали терор најдјелотворнијим начином искорјењивања комунизма у Србији. Међутим, то је имало само неповољне посљедице. Комунистичке идеје су биле непознате већини Срба. Будући да су демагошке и привлачне природе, често су биле блиске религијским принципима разумљивим људима и обећавали су друштвени рај. Равногорски покрет није могао адекватно да се одупре комунистичкој пропаганди, па је настојао да се бори „огњем и мачем”. Како закључују Николић и Стамболија, четнички терор над партизанима и њиховим присталицама постао је једна од главних грешака Равногорског покрета.

### Четнички „тактички колаборационизам” са Италијанима
Сарадња Дражиних четника са италијанским трупама у њиховој окупационој зони почела је крајем 1941. године. У јануару 1942, капетан Павле Ђуришић, кога је Дража поставио за команданта четничких одреда у Полимљу и црногорском делу Санџака, почео да је да сарађује са Италијанима и у првој половини те године и од њих је добио велике количине оружја и муниције. Помоћ је такође укључивала привремено, а понекад и трајно, обезбјеђивање артиљеријске подршке четницима. Ђуришићев штаб, уз сагласност Италијана, налазио се у Колашину, којег су они контролисали. Како пише историчар Милан Радановић, Дража је знао за Ђуришићев колаборационизам. Дана 18. априла 1942. наложио му је: „Комунисте чистите где год можете, а избегавајте [нападати] Италијане и посредно искористите ако се што може извући од њих”.
Главни интерес и четника и Италијана била је међусобна помоћ у борби против партизана. На основу тога, четнички команданти у италијанској зони окупације НДХ сарађивали су са италијанским властима и заузврат добијали разноврсну војну и материјалну помоћ. Историчар Занела Шмид примјећује: „Они су то видјели као тактичку сарадњу, која ће им помоћи да успоставе сопствени поредак након рата. Сам Михаиловић је санкционисао улазак четника у Добровољачку антикомунистичку милицију (ДАМ) и својим потчињеним рекао: ’Желимо да преваримо Италијане да бисмо остварили своје циљеве. Они су лукави, али ми морамо бити лукавији.’ То је значило да је италијанска подршка дала четницима прилику да се боре против својих непријатеља током рата, стварајући положај за послијератне преговоре”.
Већина четничких снага у италијанској зони одговорности НДХ легализована је од љета 1942. и у првој половини 1943. у одредима ДАМ на челу са војводом Илијом Трифуновићем Бирчанином, која је била у саставу италијанским помоћних снага.
У Црној Гори, четничке групе, уједињене под командом генерала Блажа Ђукановића, закључиле су споразум о сарадњи са италијанским војним гувернером генералом Пирциом Биролијем 24. јула 1942, којим су призната два „летећа одреда” четника (слична јединицама које су биле у саставу ДАМ), сваки од 1.500 људи под непосредном командом капетана Павла Ђуришића и пуковника Баја Станишића. Тактичка сарадња са Италијанима допринијела је јачању црногорског четничког покрета скоро годину дана, од јуна 1942. до априла 1943. године. Четници су контролисали сеоска подручја, омогућавајући Италијанима да се концентришу на одржавање власти у градовима. Поред 3.500 четника легализованих у редовима ДАМ, јединице ЈВуО у Црној Гори бројале су неколико пута више наоружаних људи који нису били припадници италијанских помоћних трупа.
Усташка власт је била против италијанске политике сарадње са четницима, али по условима италијанско-хрватског уговора о повлачењу око половине италијанских трупа из Друге и Треће зоне потписаног у Загребу 19. јуна 1942, требало је да преузме издржавање четничке антикомунистичке милиције с тим да ће четници признати суверенитет НДХ. Сарадња са четницима постала је један од главних камена спотицања у односима Италије и НДХ и изазвала је бројне протесте усташа, упућених команди 2. армије, италијанским представницима у Загребу и властима у Риму. На то је италијанска страна увјеравала Хрвате у привременост сарадње, „док се не ликвидирају партизани, а онда ће четници бити докрајчени”.

### Сарадња босанских четника са Нијемцима
До прољећа 1942, устаничке снаге у источној Босни су се подијелила на непријатељске стране: партизане и четнике. Главни учесници у устаничким јединицама у овом региону били су сељаци — Срби, који су се наоружавали, не због идеолошких убјеђења, него због усташког терора. Пошто је утицај КПЈ у региону прије устанка био незнатан, руководство већине насталих јединица долазило је углавном од представника бивше југословенске администрације. Најпознатији од њих био је жандармски мајор Јездимир Дангић, који је контролисао власенички, сребренички и дио зворничког среза. Некомунистички устаници су себе традиционално називали четницима. Консолидовани под Дангићевом командом, четници су се формално придружили Равногорском покрету, али су задржали своју аутономију. Оружана борба партизана и четника, која је почела у источној Босни доласком Прве пролетерске бригаде коју је предводио Тито, осујећена је њемачко-усташком антигерилском операцијом Југоисточна Хрватска. Међутим, њемачка офанзива је само накратко одложила грађански рат. Током њемачке операције, обје устаничке снаге дјеловале су одвојено, а четници су избјегавали борбу са Нијемцима и безуспјешно покушавали да преговарају о примирју са њима, како би наставили борбу против партизана.
Након повлачења током операције Југоисточна Хрватска у италијанску зону војне одговорности НДХ, партизанска групација предвођена Врховним штабом преузела је почетком фебруара 1942. контролу над Фочом, која је постала војно-политичко средиште Народноослободилачког покрета у наредна три мјесеца. У марту 1942, Врховни штаб је формирао Ударну групу бригада, под командом Коче Поповића, коју су чиниле Друга и већи дио Прве пролетерске бригаде, и упутила је на сјевер, у подручје под контролом Дангићевих четника. Поповићева ударна група нанијела је низ пораза четницима и 16. марта заузела Власеницу, привремено средиште четника, након чега је већина четника из поражених јединица прешла на страну партизана.
Раскол у српском покрету отпора оставио је четнике и њихове присталице у источној Босни сјеверно од демаркационе линије у пријетећем ратном стању на два фронта: против њемачких и усташко-домобранских трупа, као и против Титових партизана. У овој ситуацији, Дангић је водио преговоре од јануара од априла 1942. са Недићем и командантом њемачких снага у Србији генералом Бадером и постигао је тајни договор о сарадњи у борби против партизана. Превиђено је да четници неће изводити војне операције против Нијемаца у сјевероисточној Босни, а заузврат би њемачка страна признала „одређене прерогативе” четника у овом подручју и снабдијевала их оружјем и муницијом. Овај пројекат изазвао је приговоре усташких власти и руководства Њемачке и окончао се неуспјехом, а Нијемци су, по наређењу с врха, ухапсили самог Дангића и послали га у логор за ратне заробљенике. Послије овога, мјесни четнички команданти почели су да траже сарадњу са властима НДХ.

### Колаборационизам босанских четника са НДХ
Дангићеви покушаји да пронађе начин за суживот са Нијемцима у источној Босни почетком 1942. били су неуспјешни, па су мјесни четнички команданти почели да траже сарадњу са властима НДХ и постигну договор по принципу „живи и дај другима да живе”. Упркос принципијелним идеолошким разликама, присуство заједничког непријатеља — партизана — уништило је све препрјеке сарадњи многих четничких одреда и усташа.
Од маја 1942. до јануара 1943. потписан је низ споразума између команди четничких одреда и представника усташког режима, који су дјеловали на подручју уз ријеку Босну и жељезничку пругу Сарајево—Брод, средње и сјеверозападне Босне, такође и источне Босне. Четници су се обавезали да ће прекинути све војне акције против војних и цивилних власти НДХ од дана потписивања споразума. Власти НДХ су биле дужне да успоставе сталну управу у четничким крајевима, а четнички одреди су обећавали помоћ у нормализацији општих прилика. Све док је ванредно стање трајало, четнички команданти су требали да врше административну власти на својим територијама под контролом органа НДХ. Четнички одреди били су дужни да о својим самосталним акцијама против партизана без одлагања пријаве хрватској војном команди, а она је, заузврат, требала да снабдје четнике потребном муницијом, обезбиједи лијечење рањеника у војним болницама и обезбиједи удовицама и сирочадима четника погинулих у борби против партизана државну новчану помоћ у износу предвиђеном за војнике НДХ.
Споразуме са четницима подржавали су Нијемци. Пошто су хрватске трупе у зони војних дејстава биле под њемачком командом од јануара 1942, а територија између Саве и демаркационе линије постала је зона војних операција коју су изводиле њемачке војне власти од октобра 1942, ова сарадња је посредно била и сарадња четника са Нијемцима. У извјештају Глејз-Хорстенауа командант Вермахта на југоистоку од 16. новембра 1942. указао је да је око 10.000 босанских четника имало споразум са властима НДХ по принципу „живи и дај другима да живе”.

### Британска команда и четнички колаборационизам
Већ крајем 1942, британска команда је знала за сарадњу четника са Италијанима, Недићем и усташким режимом, а преко њих и са Нијемцима. Прије него што је Средоземно ратиште постало поприште великих операција западних савезника, оно што се дешавало у Југославији било је од малог значаја за Британију, па се сарадња четника са силама Осовине могла занемарити. Ипак, како су могућности за искрцавање у Италији или на Балкану отвориле у јесен 1942, и партизанске и четничке дјелатности постале су проблем који је утицао на стратегију западних савезника. Закључили су да Дража и његови четници нису били у стању и/или нису били спремни да играју предвиђену улогу, док се савезници искрцавају на јадранској обали или у Грчкој. Од краја децембра 1942, британска влада је, како посредно преко југословенске владе у егзилу, тако и непосредно преко своје војне мисије при команди ЈВуО, упорно је покушавала да убједи Дражу да престане са сарадњом са непријатељем и борбом против партизана и да почне борбу против сила Осовине, али су ови напори остали без успјеха.

### Четнички терор над Муслиманима и Хрватима
Идеје чланова ЦНК и београдског комитета о послијератном устројству Југославије, која је нарочито активно заговарао Стеван Мољевић, предвиђала је стварање федерације српских, хрватских и словеначких аутономија, у којој је Србима додијељена водећа улога. Да би се то постигло, територије које су биле насилно „очишћене” од несрпског становништва, морале су бити присаједињене Србији уз помоћ четничких снага током ослобођења земље од окупатора.
Како примјећује Леонид Гибијански, „такав план је значио оријентацију ка политици геноцида, којој је српско становништво било изложено у НДХ, као и на Косову и дјелимично у другим регионима, да се и тамо одговори мјерама геноцида против етноса и етничких група — Хрвата, Муслимана, Албанаца, Мађара и неких других — које су сматране извором злочина над Србима. Оваква оријентација је у много чему била у складу са расположењем у четничкој војној средини, па све до самог Михаиловића”. Дражине инструкције од 20. децембра 1941, која су дата командантима четничких одреда у Црној Гори, истицале су главне циљеве Равногорског покрета „Створити велику Југославију и у њој велику Србију, етнички чисту у границама Србије, Црне Горе, Босне, Херцеговине, Срема, Баната и Бачке… Чишћење државне територије од свих народних мањина и ненационалних елемената. Створити непосредне заједничке границе између Србије и Црне Горе, као и Србије и Словеначке чишћењем Санџака од муслиманског живља и Босне од муслиманског и хрватског живља”.
У пракси се значајан дио дјеловања четничких војних формација састојао од физичких репресалија над хрватским становништвом у мјешовитим мјестима са српским становништвом и нарочито над муслиманским становништвом у Босни, Херцеговини и Санџаку. Тврдило се да је то „одговор или освета за аналогна дејства Хрвата и Муслимана против српског становништва”. Према Леониду Гибијанском, „одвијао се међусобни деструктивни етнички рат, чији је противник био покрет, којим су руководили комунисти”.
Један од најранијих физички напада био је низ покоља над Муслиманима у југоисточној Босни у децембру 1941. и јануару 1942. године. Посебно су били распрострањени у фочанском срезу, гдје је према Томашевићу вјероватно убијено више од 2.000 људи. Источна и југоисточна Босна постале су поприште међусобног терора усташа над Србима и терора четника над Муслиманима и Хрватима. Избијање четничког терора над Муслиманима у фочанском срезу десило се и у августу 1942, а најбруталнији четнички терор догодио се у Санџаку и југоисточној Босни од јануара до фебруара 1943, када су четници Павла Ђуришића извршили два упада у муслиманска насеља, током којих је убијено око 10.000 муслиманских цивила, углавном жена и дјеце. Томашевић цитира извјештај четничке Врховне команде од 24. фебруара 1943. о казненим мјерама „усљед агресивног држања Муслимана који су палили српске села и убијали српски живаљ”. Према извјештају, почетком јануара и поново почетком фебруара четничке јединице извеле су тзв. „акције чишћења” против Муслимана, најприје на подручју Бијелог Поља, а у фебруару у чајничком срезу и дијелу фочанског среза у југоисточној Босни, као и општини Пљевља у Санџаку. Четнички губици били су минимални, док су муслимански губици процијењени на око 10.000 људи.
Здравко Диздар наводи податке Владимира Жерјавића о могућем броју жртава четничког терора: 33.000 Муслимана и 32.000 Хрвата (20.000 у Хрватској и 12.000 у БиХ). Истовремено, историчар примјећује значајна одступања у бројним изворима у погледу процјене броја жртава и признаје да Жерјавићеви подаци могу бити потцијењени. Клаус Шмидер признаје да се ови погроми нису догодили по непосредном Дражином наређењу, али историчар сматра да Дражин говор у Липову, код Колашина 28. фебруара 1943, свједочи о приоритету четничке етничке борбе против Хрвата и Муслимана над отпором окупаторима. Чинови освете над Хрватима и Муслиманима претворили су ове националне групе у противнике ЈВуО.

### ЈВуО током операција Вајс и Шварц
Почетком 1943, потенцијал Дражиних четника у погледу броја и територије које су контролисали, изгледао је барем не мањи од потенцијала НОВЈ, а њемачка команда, прецјењујући снагу четника, видјела их је као већу пријетњу од Титових партизана. На прелазу из 1942. у 1943, оружана борба између ЈВуО и НОВЈ приближавала се свом врхунцу и одвијала се у сложеној међусобној вези са дјеловањем њемачких и италијанских окупатора, који су се од децембра 1942. до јануара 1943. током низа састанака на нивоу војно-политичког руководства, сложили да спроведу заједничке операције великих размјера под кодним називом Вајс с циљем ликвидације како партизана, тако и четника. Посебност плана сила Осовине била је у томе што су прво, уз италијанску помоћ, пристале да користе равногорце против партизана, а након ликвидације партизанских снага, њемачке трупе требале су разоружати четнике.
Команда ЈВуО није била свјесна надолазеће пријетње. За четнике је борба против партизана остала приоритет, па су уз дозволу Италијана (како Алексеј Тимофејев наглашава, глагол „дозвољено” Ђуришић користи неколико пута у својој преписци са Дражом), планирали кампању у Босни. Да би учествовао у операцијама против главних снага НОВЈ, Дража је окупио велике четничке снаге из разних крајева Југославије. Крајем фебруара, око 12.000—15.000 четника било је концентрисано близу или на обалама Неретве на подручју од Мостара до Коњица и даље ка југоистоку око Калиновика и Невесиња, док су трупе Петра Баћовића и Павла Ђуришића напредовале ка средњем току Неретве. Дража је очекивао да ће исход дејстава које су преузеле силе Осовине и четници постићи одлучан и коначан пораз главних партизанских снага и уништити комунистичког руководство Народноослободилачког покрета. Истовремено, главна партизанска група коју је предводио Тито успјела је да се уз велике губитке пробије из њемачког окружења у долини Неретве и зада тежак ударац четничким снагама. Претрпјевши поразе у марту 1943. код Неретве, затим код Чичева, у Главатичеву, Невесињу и Калиновику, равногорске трупе никада нису превазишле те губитке.
Сљедећи ударац четницима задале су њемачке трупе у почетној етапи операције Шварц, која је за циљ имала да обезбједи ликвидацију двије главне групе непомирљивих противника у грађанском рату, концентрисаних на малој територији у Црној Гори. Једна од тачака њемачког оперативног плана био је задатак пресретања и уништавања Дражиног штаба „са свим његовим помоћницима и официрима за везу”. Према ријечима Клауса Шмидера, ово је „чак дало већи приоритет дејствима против Михаиловића”. У складу са оперативном планом, њемачке трупе су брзо упале у италијанску окупациону зону, и од 15. до 19. маја разоружале и заробиле формације Павла Ђуришића, као и већи број четничких јединица у Црној Гори и Босни и Херцеговини. Сам Дража, заједно са Врховним штабом ЈВуО, избјегао је заробљавање од стране јединица дивизије Бранденбург, бјекством у Србију. Положај четника додатно је отежавала чињеница да је начелник Врховне команде Оружаних снага Италије генерал-пуковник Виторио Амброзио 12. јула 1943. издао наређење по којем се до августа требају распустити све четничке јединице. Тако су Италијани, који су раније пружали војну помоћ четницима, почели да разоружавају њихове формације у Црној Гори и Херцеговини, дијелом због њемачког притиска, а дијелом зато што су видјели лошу подобност четника за борбу против партизана и плашили се њиховог понашања у случају искрцавања западних савезника. Тако је, како примјећује Јозо Томашевић, „раздобље четничко-италијанске колаборације и велике помоћи четницима у оружју, снабдијевању и новцу, нагло се ближило крају”, а моћ и утицај четника изван Србије били су готово потпуно сломљени.
Према ријечима српских историчара Предрага Бајића и Мирјане Зорић, пораз четника у завршеној етапи битке на Неретви и сложена војно-политичка ситуација у Југославији подстакла је британског премијера Черчила да пошаље војну мисију у Врховни штаб НОВ и ПОЈ. У бици на Неретви, колаборационизам четника са силама Осовине достигао је свој врхунац, што је постало очигледно Британцима. Био је то један од разлога за накнадну промјену политичке оријентација западних савезника у Југославији, која се завршила признавањем НОВЈ као савезничке војске од учесника Техеранске конференције.

## ЈВуО у периоду од капитулације Италије до битке за Србију (септембар 1943 — август 1944)

### Капитулација Италије и ЈВуО
Капитулација Италије почетком септембра 1943, а са њом и повлачење из рата учеснице која је окупирала значајан дио Југославије, имала је двострук утицај на догађаје у Југославији. Врховна команда ЈВуО је очекивала капитулацију, па су се у том смислу, Дража и његов штаб надали отварању другог фронта на Балкану, што би им омогућило да започну општи устанак у Југославији. Стога је, претпоставља се у јуну 1943, развијен општи план за мобилизацију четничких одреда у Црној Гори, Херцеговини и Санџаку, с циљем разоружавања италијанских гарнизона. Дража је 12. септембра наредио постепено интензивирање офанзивних операција против Нијемаца на том простору и у источној Босни и позвао владу у егзилу, коју је представљао генерал Петар Живковић, да утиче на савезничку команду како би се добила помоћ у наоружању. Међутим, помоћ није стигла. Јединице ЈВуО покушале су да заробе италијанско оружје и, у очекивању искрцавања западних савезника, уложиле напоре да заузму одређене територије које су Италијани напустили у правцу јадранске обале. Иако су Дражини четници успјели да разоружају знатан број италијанских јединица, а у неким случајевима и да неке од њих придобију на своју страну, партизани су много боље искористили капитулацију Италије, потпуно или дјелимично разоружавши неколико италијанских дивизија. Њемачке трупе су настојале да спријече ЈВуО и НОВЈ у заробљавању италијанског оружја и залиха, нападајући обје војске. Са своје стране, обје антиокупационе снаге су се у неким случајевима упуштале у борбе са Вермахтом, а у другим избјегавале сукобе. Заузврат, партизани, добивши значајну количину оружја и попунивши своје редове са око 80.000 нових бораца, успјешно су истјерали четнике са подручја које су заузели.
Под ударима јединица НОВЈ, редови четника у Црној Гори и Санџаку су се прориједили због увјерења да је њихова ствар изгубљена кривицом савезника. Ситуација се промијенила тек доласком значајних њемачких снага 118. и 297. пјешадијске дивизије, које су 18. октобра започеле офанзиву на Лиму и Тари, као и напредовање ка Андријевици и Беранама, што је приморала штаб 2. „црногорског” ударног корпуса НОВЈ-а да 21. октобра изда наређење за повлачење. О томе је учесник догађаја Рудолф Перхинек извијестио Дражу 23. октобра: „Немци су 21. октобра ушли у Колашин. Комунисти и Италијани који су били са њима, трпе страховите губитке. Наши се нешто окуражили и нападају разбијене комунисте. Жалосно, али тачно. Да нису Немци ангажовали оволике снаге, нас овде не би било, јер се више нико није хтео борити”. Покушај Захарија Остојића да нападне Нијемце и усташе у источној Босни код Сокоца 21. октобра није успио након што су партизани напали четничку позадину, а усташе и Нијемци с фронта.
Према њемачким процјенама, укупан број четничких снага крајем 1943. био је између 30.000—31.000 људи. Према Гају Трифковићу, до краја 1943. и почетка 1944, ЈВуО у Србији је према њемачким и америчким процјенама обухватала 33 корпуса, са укупном јачином од 20.000—35.000 наоружаних људи. Током 1944, четничке снаге су се повећале и у Србији и на територији НДХ. Истовремено, Клаус Шмидер напомиње да четници, иако су контролисали Србију, што су показале битке на Неретви у прољеће 1943, нису имали шансе за побједу у непосредном војном сукобу са партизанима.

### Односи са Антихитлеровском коалицијом
Љета 1943, исход Другог свјетског рата био је практично унапријед закључен, а једино питање које је преостало било је када ће се завршити. Черчил је био све забринутији због услова послијератног свјетског поретка и положаја Уједињеног Краљевства у њему. До Техеранске конференције, Балкан је сматран једним од највећих приоритета британске дипломатије. Међутим, ни Уједињено Краљевство ни Совјетски Савез, нису допринијели консолидацији комунистичког и монархистичког покрета отпора у Југославији; напротив, њихова политика је довела до још веће ескалације тензија. Према Сковородникову, „Михаиловић је добијао све противрјечнија упутства из Лондона; поред тога, античетничка кампања у медијима донијела је свој дио нервозе овим јединицама, тјерајући их да траже нове начине за рјешавање горућих проблема. То је често доводило до сарадње са Недићем, Италијанима, а у неким случајевима и Нијемцима.” На крају, Британци су се кладили на НОВЈ, јер би даља подршка ЈВуО и југословенској влади у егзилу могла довести до „погубних” посљедица по британску дипломатију. У том смислу, до Техеранске конференције, подршка четницима више није била релевантна за Черчила и он је био све склонији сарадњи са Титом.
На Техеранској конференцији (28. новембар — 1. децембар 1943), представници Уједињеног Краљевства, Сједињених Држава и Совјетског Савеза одлучили су да пруже војну подршку НОВЈ. Такође, разматрано је постепено повлачење савезничких мисија из четничких штабова. Тако је Британија у суштини напустила Дражу ради нове „политике компромиса” у настојању да успостави сарадњу између југословенске владе у егзилу и Тита. До средине децембра, питање повлачења британске мисије у штабу ЈВуО и дистанцирање од Драже било је готово унапријед ријешено. Разматрало се питање: како то учинити. На ток и исход дискусија у великој мјери је утицала епизода са захтјевом врховног главнокомандујућег савезничких снага на Средоземном мору генерала Хенрија Вилсона упућеном Дражи да најкасније до 29. децембра дигне у ваздух два моста на жељезничким пругама у Србији, које повезују Београд са Грчком. На крају, до саботаже није дошло, а након тога је услиједила британска одлука да одбију наставак односа са Дражом. Леонид Гибијански напомиње мишљење бројних историчара, према коме неуспјех у спровођење саботаже не би ништа промијенио и да су четници дигли мостове у ваздух, исход би био исти, јер је Лондону био потребан само изговор. На овај или онај начин, остаје питање шта би Британци урадили да је Дража извршио задатак, који је имао улогу теста. Неуспјех у спровођењу теста дао је Лондону слободу.

### Светосавски конгрес
Раст Народноослободилачког покрета и броја припадника НОВЈ, политички ефекат одлука Другог засједања АВНОЈ и Техеранске конференције, као и приближавање раскола са Британцима, подстакли су Дражу да покуша да се супротстави растућим пријетњама „помоћу једног корака који је био неуобичајен за њега: спровођење широке политичке пропагандне кампање, која је у много чему подсјећала на Друго засједање АВНОЈ-а”. Био је то Светосавски конгрес, одржан се у селу Ба, код Љига од 25. до 28. јануара 1944. године. Конгресу је присуствовало око 270—300 делегата, од којих мање од десетак нису били Срби. Делегати су били водеће личности бивших, углавном српских, политичких странака које су биле дио Уједињене опозиције током периода намјесништва. Комунисти, наравно, нису били присутни. Организација делегација била је повјерена мјесним четничким командантима. Главну улогу у организовању конгреса одиграо је Живко Топаловић, предратни вођа Социјалистичке партије Југославије. Као исход његовог рада, конгрес је формирао Југословенску демократску народну заједницу (ЈДНЗ) и признао легитимитет династије Карађорђевић. Према одлукама конгреса, Југославија је требала да остане монархија која се састоји од три федералне јединице — српске, хрватске и словеначке. Босна и Херцеговина је требало да постане дио српске федералне јединице. Декларисана намјера стварања српског федералног субјекта била је диктирана жељом да се спријечи понављање „грешака из прошлости” и требало је да постане и „гаранција против обнављања геноцида над Србима”. Према ријечима Косте Николића, конгрес је био демократски корак напријед у идеологији Равногорског покрета, али је дошао прекасно — судбина послијератне Југославије већ је била одлучена два мјесеца раније на Техеранској конференцији. Како Леонид Гибијански примјећује, одлуке Светосавског конгреса нису довело до промјене равнотеже снага између Народноослободилачког покрета и Равногорског покрета. Западни савезници су их у суштини занемарили. Планови и одлуке равногораца нису накнадно спроведени у пракси, а прокламовано стварање ЈДНЗ и декларисана улога обновљеног ЦНК остали су, у суштини, само мртво слово на папиру. Дражин тајни контакт са Титом ради покушаја ступања у тајне преговоре, такође се није догодио.

### Односи ЈВуО са њемачким окупатором
Након четничке офанзиве у Црној Гори и источној Босни од септембра до октобра 1943, која се окончала неуспјехом и губитком заузетих мјеста и територија, ЈВуО је остала без савезника пред предстојећом партизанском „инвазијом” на Србију. Исцрпљивање војних залиха и недостатак изгледа за помоћ од Уједињеног Краљевства и Сједињених Држава приморали су Дражу да се окрене јединој страни која је била спремна да га саслуша и која је могла да обезбједи муницију — Нијемцима.
С њемачке стране, активност ЈВуО и повећана борбена готовост коју је показао од друге половине септембра 1943. подстакли су команданта њемачких трупа на југоистоку, генерала Фелбера, да, с почетком од 3. октобра, пошаље цијелу своју мобилну резерву у Србију против „организованог центра” Равногорског покрета у околини Ужица. Прве три операције античетничког циклуса (Мајсколбен, Крум, Хербстнебел), донијеле су „скромни” успјех, али је четврта операција, Хамелбратен, постигла „веома значајне” резултате и, према Клаусу Шмидеру, „имала је примјетан утицај на морал погођених четничких јединица”. Међутим, њемачка команда није развила овај успјех и умјесто даљих одлучних дејстава против равногораца, кренули су ка сарадњи, коју је Дража предложио још у новембру 1941. године.
Промјена њемачке политике према ЈВуО објашњена је недостатком снага за борбу и против партизана и против четника. Њемачкој команди у Србији, која је имала снагу два до три вишеродна пука (остале формације Осовине, биле су ограничених погодности за активна дејства), били су потребни и четници како би спријечили пробој партизанских јединица на до тада релативно мирну територију Србије. У новембру и децембру 1943, обје стране су потписале низ споразума о сарадњи, сличних онима између четника и усташког режима 1942. године. Четничко-њемачки савез је настављен након истека ових споразума почетком 1944, о чему свједочи присуство великих (до 10.000 људи или више) четничких снага у свим већим њемачким операцијама против партизана. Двострана сарадња била је посебно очигледна током њемачке операције Камерјегер (12. март — 20. мај 1944), која је била усмјерена против 2. пролетерске и 5. крајишке дивизије, које су продрле у Србију. Исход заједничких дејстава њемачких група и јединица ЈВуО био је неуспјех првог покушаја пробоја НОВЈ у Србију. Узајамно дејство ЈВуО са јединицама Вермахта у Србији настављена је у операцији Трумпф (10—13. јун 1944), током које је постигнута највећа концентрација њихових снага: 10.000—14.000 људи, укључујући око 8.000 људи из новостворене 4. групе ударних корпуса ЈВуО. Након тога је услиједило учешће четника у операцији Керхаус, изведеној против партизанског упоришта између ријека Топлице и Јабланице, као и у операцији Рибецал. Истовремено, Нијемци и четници нису успјели да спријече напредовање јединица НОВЈ у Србију. До краја августа, 6. личка дивизија је била концентрисана за пробој на ријеци Лим, а 12. војвођански корпус (16. и 36. војвођанска дивизија) био је концентрисан на Дрини, јужно од Вишеграда.

### ЈВуО на врхунцу снаге
Упркос ранијим реформама, до љета 1944. ЈВуО је остала статична војска, везана за територију. Ради повећања борбене ефикасности, у јуну су од најбољег и најактивнијег особља формиране ударне јединице, које су потом коришћене за стварање ударних бригада, корпуса и неколико ударних корпуса. Најпознатија и највећа маневарска формација ЈВуО љета 1944. била је 4. група јуришних корпуса, коју је предводио мајор Драгослав Рачић, што је представљало закашњели одговор на концепт мобилних формација НОВЈ. У његовом саставу била су два горска гардијска корпуса, 1. и 2. равногорски корпус, Златиборски и Јаворски корпус. Јединице група састојале су се од неожењених мушкараца и биле су појачане бројним летећим бригадама. Према Дражиним ријечима, формирање корпусних група требало је да послужи стварању мобилне и праве војске, као и успостављању реда у ЈВуО и елиминисању оних четничких команданата над којима Дража није имао потпуну контролу. Четврта група ударних корпуса бројала је 8.000—9.000 људи.
Све четничке јединице у Србији биле су дио Команде ЈВуО у Србији, на чијем је челу био генерал Мирослав Трифуновић. Истовремено, команданти корпусних група и појединих корпуса наставили су да одржавају непосредан контакт са Врховном командом у лику генерала Михаиловића. Корпусно-бригадна територијална организација коришћена је и у босанскохерцеговачким јединицама ЈВуО. Насупрот томе, четничка организациона структура у Црној Гори 1944. често је мијењала свој облик, па чак и своју принципијелну припадност. У оним областима окупиране Југославије, гдје није било могуће створити веће јединице ЈВуО, постојали су штабови (команде), који су остали у Србији. Број ових штабова и јединица које су их подржавале, варирао је од 15 до 90 људи. Сваки од ових штабова у каснијем периоду имао је своју радио-станицу и одржавао је контакт са Дражом.
Према ријечима историчара Димитријевића и Девића, веома је тешко процијенити бројност равногорских снага у Србији љета 1944. године. Са приближно 37 корпуса, које су у просјеку имали 3—5 бригада (обично величине батаљона), а узимајући у обзир и позадинске територијалне снаге округа, среза и комитета, ЈВуО у Србији могла је имати до 50.000 активних припадника.
Љета 1944, ЈВуО је у Србији достигао врхунац своје бројности и контролисане територије. Истовремено, Антихитлеровска коалиција је коначно одбацила равногорце као снагу отпора. Министарство иностраних послова је већ у фебруару 1944. одлучило да уклони Дражу са чела југословенског отпора. Као исход, сви британски официри су повучени из штаба Врховне команде. У мају је Черчил вршио притисак на краља Петра II да распусти југословенску владу у егзилу 1. јуна, чиме би се Дража аутоматски лишио дужности министра војске. Међутим, четници су тада претрпјели „још бруталнији политички удар”: краљ Петар II је 29. августа 1944. приморан да потпише указ о укидању Врховне команде ЈВуО, чиме је Дража лишен дужности „начелника штаба Врховне команде у окупираној Отаџбини”. Ове мјере Британаца довеле су до уништења политичких позиција Равногорског покрета и поткопавање његове масовне подршке међу Србима.
Краљев указ лишио је Дражу легитимитета, али га он није спровео и, заједно са својом пратњом, остао је на челу ЈВуО. Упркос „огромној важности” горе наведених одлука, ЈВуО је остала лојална Дражи и у том смислу одлуке савезника и краља нису имале озбиљног утицаја на војску. Четници су наставили да контролишу већину територије Србије, укључујући и неке градове. Заузврат, њемачке трупе, састављене од безбједносних, полицијских и помоћних јединица, контролисале су Београд, среска насеља и линије комуникација, прије свега главну жељезничку пругу од Београда ка југу и југоистоку. Бугарска армија, иако је била најбројнија у Србији од фебруара 1942, углавном је била ангажована на сопственој одбрани. У тим околностима, главни непријатељ равногораца крајем љета нису били окупатори, него партизани.

## Крах ЈВуО: пораз у Србији, повлачење у Босну, раскол и пораз на Зеленгори (септембар 1944 — мај 1945)

### Независна група националног отпора ЈВуО
У контексту приближавања пораза Њемачке и покушаја колаборационистичког Недићевом режима да постигне споразум са Дражом о стварању „заједничког фронта српских националних снага” за борбу против партизана, група четничких команданата (углавном из источне Херцеговине, источне Босне, Санџака и дијелова Црне Горе) изашла је крајем августа 1944. с позивом на борбу против Нијемаца и оптужила руководство Равногорског покрета да слиједи погрешан војно-политички курс. Као исход, на прелазу из августа у септембар, формирана је четничка група од око 4.500 људи под командом мајора Војислава Лукачевића, која се одвојила од Драже и прогласила Независном групом националног отпора ЈВуО. Лукачевић је прогласио општу мобилизацију на територији под својом командом и у септембру започео војне операције против Нијемаца. Истовремено, преузео је кораке ка добијању подршке западних савезника и признање своје групе као независне снаге, а такође се обратио команди НОВЈ с приједлогом да координишу борбу са ослобођење Југославије. Лукачевић је нагласио да, иако је Независна група националног отпора спремна да сарађује са партизанима, она не може бити под Титовом командом. Појава Лукачевићеве групе изазвала је одлучно противљење комунистичког руководства Нове Југославије. По Титовом наређењу, јединице НОВЈ су 25. септембра напале Лукачевићеву групу и у року од неколико дана заузеле четничког упориште Билећи, а затим потпуно разбиле Лукачевићеве снаге у јужној Херцеговини. Сам Лукачевић се, са преосталих неколико стотина четника, повукао у унутрашњост Херцеговине, са затим у фочански крај. Почетком децембра, Лукачевић је покушао да ступи у контакт са Британцима, али су га партизани заробили и затим погубили 14. августа 1945. по налогу Врховног војног суда у Београду.

### Продор НОВЈ-а у западну Србију и пораз ЈВуО на Јеловој гори
Крајем августа 1944, Тито је наредио премјештање Прве армијске групе (1. пролетерског и 12. војвођанског корпуса), под командом Пека Дапчевића као и Оперативне групе дивизија (5, 17. и 21. дивизија) у Србију. Прешавши ријеку Лим, 1. пролетерски корпус се пробио у околину Пожеге и Ужица и 4. септембра, са снагама 1. и 6. дивизије, заузео линију Ариље—Пожега—Ужице—Кремна—Мокра Гора.
Паника је полако, али сигурно захватала Врховну команду ЈВуО, узрокујући погрешне одлуке. Реагујући на долазак 1. пролетерског корпуса у западну Србију и пријетњу од партизанског напада на Равну гору, Дража је 30. августа наредио општу мобилизацију и дуго очекивани устанак против Нијемаца. Позив на мобилизацију „Србима, Хрватима и Словенцима” објављен је 1. септембра, након чега је почело сакупљање регрута у Србији, а на неким мјестима у првим данима септембра 1944. четници су извршили нападе на њемачке гарнизоне. Међутим, с обзиром на партизанску офанзиву и очекиване неповољне посљедице по војску због престанка њемачке помоћи, „општа акција” против Нијемаца је истог дана отказана од стране Врховне команде због „промјене околности”, а 2. септембра, наређењу за мобилизацију дат је јасно антикомунистички карактер Дражиним наређењем да се припреми за одлучну офанзиву против партизана који су настојали да „поразе и униште Србе” (окупатори су једва поменути). Истовремено, мобилизације није промијенила општи развој ситуације у земљи. Јединице ЈВуО нису биле довољно наоружане да дјелују ни против Нијемаца, ни против НОВЈ. Због несташице оружја и муниције, као и избјегавања регрутације, мобилизација није довела до значајније попуњавања четничке војске.
Због чињенице да је, под пријетњом приближавања Црвене армије границама Југославије, штаб главнокомандујућег Вермахта на југоистоку био принуђен да пребаци своје малобројне борбено спремне јединице из југозападне Србије на фронт против совјетских трупа, Дражини четници су морали да одбију партизанску офанзиву. У настојању да наметне одлучујућу битку партизанима и порази јединице 1. пролетерског корпуса, Дража је против њих распоредио своје најбоље снаге у Србији — 4. групу јуришних корпуса. Општи сукоб два противника, који је у историографију ушао као битка на Јеловој гори, одиграо се од 7. до 9. септембра 1944, с највећом концентрацијом четничких и партизанских снага на бојишту током цијелог рата. Међутим, четници нису били у стању да се одупру искусним и добро наоружаним партизанским дивизијама и битка се завршила великим поразом ЈВуО, од којег се није опоравила до краја рата.

### Неуспјели покушаји сарадње ЈВуО и Црвене армије
Уласком јединица Црвене армије на територију Србије, четници су покушали да успоставе савезничке односе са њима. Према ријечима Алексеја Тимофејева, то нису биле спонтане акције појединачних четничких команданата, већ дио закашњеле опште политике команде ЈВуО. Дража је вијест о уласку совјетских трупа у Србију примио 4. октобра у селу Жабар, код Брчког и протумачио је као привремену мјеру усмјерену на спрјечавање повлачења њемачких трупа са Балкана. И даље је вјеровао у скоро искрцавање англоамеричких трупа у Албанији и Грчкој и настојао да одржи потпуну лојалност према свим савезницима Антихитлеровске коалиције. Јединице ЈВуО пожуриле су да се сретну са совјетским трупама, савезником који је више од двије године на разне начине изражавао неповољан став према Равногорском покрету. Посљедњих дана септембра и прве половине октобра 1944, трупе ЈВуО и Црвене армије заједнички су ослободиле неколико насеља у источној и средишњој Србији, укључујући и Крушевац. Међутим, радост Равногорског покрета због сарадње са јединицама Црвене армије прекинута је када су их совјетске јединице почеле разоружавати и предавати партизанским снагама. Тако су 15. октобра, дан након четничког ослобођења Крушевца, команданта групе корпуса потпуковника Кесеровића опколили совјетски војници, али је успио да побјегне и пријави инцидент Дражи.
Неке од командних јединице ЈВуО изјавиле су 17. октобра да неће бити сарадње са Совјетима и да антиокупациона дејства нису била успјешна. У директиви 4. групи јуришних корпуса ЈВуО од 17. октобра ситуација је дефинисана на сљедећи начин: „Совјетске трупе у свом надирању на територију Југославије признале су за легалну власт Тита, док су наше јединице разоружавали или их препуштали партизанима. Ми од Совјета не можемо да очекујемо ништа сем непријатељства.… Покушај да нападнемо Немце и тиме олакшамо ситуацију код Совјета, показао се неуспешан — јер Совјети заузимају непријатељски став према нама и онда кад имају видног доказа о нашој борби”. Истовремено, како пише Тимофејев, Дража је 8. новембра наредио командантима корпуса који су дјеловали дуж правца напредовања Црвене армије „да покушају да сарађују са Русима као савезницима”. Чак и када је Дража наредио својим снагама да се повуку испред Црвене армије, а представници совјетске 93. стрељачке дивизије захтијевали да командант 2. равногорског корпуса, мајор Раковић, или пређе у партизане или да се разоружа и преда; сарадња са совјетским трупама покушавана је у околини Чачка до краја новембра.

### Повлачење у Босну, раскол и пораз на Зеленгори
Након пораза на Јеловој гори, краљ Петар II је 12. септемба, преко радио Лондона, позвао Србе, Хрвате и Словенце да се придруже НОВЈ. То је изазвало шок и разочарање међу равногорцима, поједини корпуси су се распали, а више од половине бораца је напустило редове ЈВуО. Дража, који је уз помоћ Српског добровољачког корпуса избјегао заробљавање, прешао је у Босну 24. септембра. До 1—2. октобра, четници су престали да пружају отпор јединицама НОВЈ, а након напуштања западне Србије, повукли су се у околину Београда, одакле су 7. октобра, под њемачком контролом, жељезницом пребачни у Краљево. Средином октобра, око 14.000—15.000 четника упутило се ка источној Босни са нејасним идејама о даљој стратегији. Изгубивши успут у Санџаку нешто људи због дезертерства, бомбардовања савезника и сукоба са партизанима, око 12.000—13.000 четника је стигло у Босну. Овдје је, крајем 1944. и почетком 1945, била концентрисана група четника из Србије, Црне Горе, дјелимично из Херцеговине и Босне, која је бројала око 40.000 људи према различитим и приближним подацима. Дјеловали су на огромој територији и упуштали се у сукобе, а често и значајне битке, како са Хрватске оружаним снагама, тако и са јединицама НОВЈ. Дража је покушао да избјегне сукобе са њемачким трупама, док су многи четнички команданти сарађивали са јединицама Вермахта у одбијању офанзиве партизанске 2. армије у сјеверној Босни, будући да су Нијемци били једина гаранција опстанка четника на овом подручју. Дража се до почетка априла надао проширењу њемачког присуства у Босни и, преко својих представника, водио је преговоре са главнокомандујућим Вермахта на југоистоку генерал-пуковником Александером Лером. Нема података о садржају преговора, али се зна да је Лер савјетовао повлачење дијелова ЈВуО према Врбасу.
До почетка прољећа, Дража је под својом командом имао око 7.000 четника из Србије и Босне, као и око 6.000 четника из Црне Горе и Херцеговине предвођених Ђуришићем. Четници су се нашли у тешкој ситуацији. Недостајало им је муниције, хране и топле одјеће. То је довело до масовне исцрпљености, болести и високе смртности међу војним особљем и избјеглицама. Дезертерство је расло. Питање даљих дејстава било је акутно. Неки команданти су тежили пробоју на запад до Истре и Словеначког приморја, али Дража није подржао такав план. То је довело до раскола у ЈВуО. У другој половини марта 1945, црногорски четници и избјеглице предвођени Ђуришићем, а са њима и неке друге четничке јединице из Босне, Херцеговине и дјелимично из Србије, одвојили су се од Дражине групе и самостално кренули ка западу. Њима се придружио и низ војних и политичких вођа Равногорског покрета, укључујући Драгишу Васића. Ову групу су убрзо поразиле усташе у бици на Лијевче пољу (5—6. априла). Заробљеног Ђуришића, Васића и више од 130 четничких официра, усташе су убиле у логорима Јасеновац и Стара Градишка, а преостали четници су се придружили Црногорској народној војсци. Већина босанских четника није се придружила ни Ђуришићу ни Дражи, већ се једноставно разишла: већина се склонила међу Србима Босне, док су други отишли у густе босанске шуме, гдје су остали мјесецима након завршетка рата. Истовремено, Дража је, према ријечима Милана Радановића, средином априла преузео „један од најнеодговорнијих и најрискантнијих потеза”. Пошто се повукао са преосталих 7.000—8.000 четника на запад ка Мотајици, одлучио је да изврши „пробој према Србији, заобилазним путем кроз планинско подручје централне Босне — уместо да прихвати реалност и изврши предају партизанима”.
Поход се одвијао биткама на територији коју је контролисала Југословенска армија. До 7. маја, Дражина група је изгубила петину бораца и бројала је око 5.000—6.000 бораца, укључујући неколико стотина босанских четника. Напредујући кроз средњу Босну, четници су опљачкали многа села, спалили Фојницу и силовали десетине жена. Група се подијелила на двије група 10. маја. Главио дио, предвођен Дражом и Мирославом Трифуновићем, кренуо је ка Зеленгори с намјером да заузме подручје Сутјеске и одатле се пробије до Дрине. Око 2.000 четника под командом Драгослава Рачића и Стевана Дамјановића кренуло је из Калиновика ка Јахорини и даље у правцу Рогатице.
Око 3.000—4.000 Дражиних четника стигло је 12—13. маја на Зеленгору и Сутјеску. Ту су их окружиле јединице 3. босанског корпуса, 37. санџачке, као и 3. босанскохерцеговачка дивизија и Санџачка бригада КНОЈ и током 12—15. маја су поражени и углавном уништени. Неки од заробљених су одмах стријељани, док су други послати у логоре за ратне заробљенике. Тамо су официри стријељани, а већина војника је поштеђена. Истовремено, Дража и група официра и војника успјели су да избјегну уништење или заробљавање и да побјегну из окружења. Рачићеви и Дамјановићеви четници су успут избјегли уништење, али изгубивши значајан број бораца у биткама и као посљедице дезертерства, били су приморани да се подијеле у мање групе. Ликвидирани су у другој половини маја и наредним мјесецима 1945. године.

## Ликвидација заробљених четника
У завршној етапи рата, од јесени 1944. до прољећа 1945, терор комунистичког режима против неистомишљеника се знатно појачао. У том смислу, припадници ЈВуО, заједно са припадницима Хрватских оружаних снага и других колаборационистичких формација, чак и након што су се предали НОВЈ и касније ЈА, поред тога што су слати у притвор, били су у великој мјери подвргнути намјерном масовно уништењу. Како објашњава Леонид Гибјански, „Тако је већ на самом почетку успостављања нове владе ликвидиран свој њених најактивнијих противника”.
Тако је, након формално завршетка Другог свјетског рата у Европи, ЈА, уз помоћ авијације, поразила до потпуног уништења Дражине главне снаге, свог главног војно-политичког непријатеља, опкољеног на Зеленгори. Како пишу Димитријевић и Девић, „Ван очију светске јавности, Југословенска армија углавном више није заробљавала поражене равногорце из Србије. Није ни имала потребу за сувишним формалностима. А ако и јесте, њихова судбина је била дефинисана и били су ликвидирани наредних дана на низу познатих и непознатих локација на ширем подручју источне Босне и северне Херцеговине”. Нема прецизних података о броју погинулих, али „реч је о више хиљада војника који су се предали или били заробљени. Стоји као необорива чињеница да је тај масовни злочин [Зеленгора] био прва већа ликвидација заробљеника извршена од стране партизана”. Убиства нису праћења саслушањима, прикупљањем података или суђењима, па стога нису остали трагови убистава. Дражине четнике ће „прогутати јаме каква је Понор Миљевине или планинске реке, нове ’плаве гробнице’, које су се уливале у Дрину. Уједно, Сутјеска и Неретва, најзвучнија места партизанске епопеје, постаће на чудан начин и места страдања равногораца, кључна за сећање на њихов пораз и жртву”. Како пише Гај Трифковић, битка на Зеленгори и данас има посебан значај за четнике, баш као што Блајбуршки покољ има посебан значај за хрватске националисте.

Завршавајући своју причу о судбини четника из Србије, која је их је задесила у завршној етапи рата, Димитријевић и Девић пишу:
Сада је време да се чује и њихова истина: свих оних који су у јесен 1944. отишли од својих кућа и породица и више им се никада нису вратили. Ако узмемо у обзир и најнижу изнету процену броја несталих, то је највећи број грађана Србије нестао у једном ратном вихору у последњих седам деценија, а чијим се пописивањем, евиденцијом и ексхумацијом није бавила нити једна државна комисија или тело задужено за ратне злочине, који би требало да никада не застаре.
Судбину равногораца из Србије, погинулих у источној Босни и сјеверној Херцеговини, дијелили су Словенци, Црногорци, Херцеговци и дио Личана (из Јевђевићевих формација), као и они четници који су потражили уточиште кад западних савезника и окупили се заједно са другим антикомунистичким снагама из Србије, Хрватске и Словеније, крајем прве и почетком друге декаде маја 1945. на сјеверозападу Југославије у подручју предратне југословенско-аустријске границе. Већина њих, након што их је британска страна предала или изручила, тајно су масовно погубљени без суђења у шумама Кочевског Рога и код Зиданог Моста. Многи други су умрли током дугог путовања конвојем до притворских центара, који су се налазили у разним дијеловима Југославије.

## Агонија и престанак организоване дјелатности ЈВуО (мај 1945 — љето 1946)
Четничке снаге из Далмације и Лике, превођене Ђујићем и Јевђевићем, концентрисале су се у Словеначком приморју и ујединиле под формалном командом генерала Миодрага Дамјановића, као и неки словеначки четници, прешли су ријеку Сочу 5. маја и предали се британским трупама у Палманови. Нису се предали комунистичким југословенским властима и смјештени су у логоре као учесници грађанског рата у Југославији.
Након уништења главне колоне Дражиних четника на Зеленгори, организовани отпор преосталих четника је престао 15. маја, иако су јединице ЈА наставиле са чешљањем терена и ликвидацијом равногораца наредна два дана. Дража је, са остацима Врховне команде и око 50 четника, успио да побјегне, док су команданти јединица ЈВуО из Србије, Трифуновић, Палошевић и многи други припадници ЈВуО погинули у окружењу. Двадесетједногодишњи Дражин син, Војислав, такође је погинуо у окружењу. Припадници Одјељење за заштиту народа (ОЗН) успјели су да заробе члана ЦНК Александра Аксентијевића и архиву ЈВуО. Како пише Алексеј Тимофејев, међу четничким командантима који су побјегли из окружења били су Никола Калабић и Драгутин Кесеровић (који је касније погинуо покушавајући да пређе Дрину). Дража је, са малом групом пратилаца, успио да се пробије у Србију. Ужаснут терором и свеобухватном контролом Титове страховладе, вратио се у источну Босну гдје се склонио код лојалних људи. Дражу су заробили официри ОЗН 13. марта 1946. недалеко од босанскохерцегачко-српске границе, источно од Вишеграда уз помоћ претходно заробљеног Калабића. Послије скоро три мјесеца испитивања, бивши командант ЈВуО је 10. јуна 1946. оптужен за издају и колаборацију са Нијемцима, као и за ратне злочине. Углавном инсценирано суђење Дражи одржано је од 10. јуна до 15. јула 1946. и пратила га је широка пропагандна кампања усмјерена на што већу дискредитацију пораженог четничког Равногорског покрета. Дража је 15. јула осуђен на смрт. Президијум Народне скупштине ФНРЈ је одбио молбу за помиловање. Рано ујутру 17. јула, Драгољуб Михаиловић је стријељан.
Како тврде Алексеј Тимофејев, Оливера Драгишић и Дмитар Тасић, од љета 1946. организоване дјелатности четника у илегали су фактички престале. Њихова активност је била ниска и ограничена на круг познаника и познату територију. У планинама источне Босне, источне Херцеговине и Рашке, четничке групе су опстале до 1948. године. Посљедњи бивши борци ЈВуО крили су се у планинама чак и педесетих година 20. вијека.

## Војна помоћ западних савезника
Према Томашевићу, британска војна помоћ ЈВуО од новембра 1941. до октобра 1943. износила је: 43 минобацача, 860 минобацачких мина, 307 револвера, 1.203 аутоматских револвера, 1.866 пушака, 136 лаких митраљеза, 217 пушкомитраљеза, 104 противтенковске пушке, 8.728 ручних граната, 1.029.450 комада муниције за разно оружје и 2.368 кг експлозива. Поред тога, послата је и одјећа и обућа, радијска опрема, лијекови и други материјали. Дио ове помоћи је оштећен током испоруке, а дио је грешком избачен изнад непријатељске територије. Британске службе су Дражи предали и 45.410 британских фунти у злату, 5.000 америчких долара у злату, 99.420 долара у новчаницама, 75.980.000 италијанских лира, 2015 напоелондора, 13.064.000 недићевих динара, 11.540.000 бугарских лева и 1.014.000 румунских леја. Такође, Дража је од Британаца, преко југословенске владе у егзилу, добио 50.000 британских фунти, 52.000 америчких долара, 2500 наполеондора, 10.000.000—15.000.000 румунских леја и неколико милиона недићевих динара. Како Томашевић пише, „Четници су били разочарани и разљућени слабом помоћи коју су примали, а Михаиловић и влада у избјеглиштву непрестано су од Британаца тражили више.”. Од краја 1943, ЈВуО практично није добила никакву савезничку помоћ.
Предраг Бајић напомиње да је помоћ коју су Британци пружили четницима била неупоредиво мања од обима снабдијевања партизана. Тако је око 300.000 припадника НОВЈ било опремљено британским оружјем и опремом. Бајић објашњава да је количина помоћи упућена ЈВуО била „оскудна и симболична” из више разлога: од техничких потешкоћа у испоруци до немогућности Британаца да четницима обезбједе велике количине оружја у вријеме када су и сами били зависни од америчке помоћи. „Скромни обим четничких акција” против осовинских снага, као и њихова блиска сарадња са италијанским окупатором, нису допринијели повећању снабдијевања. Кад је Британија имала прилику да обезбједи оружје и опрему покретима отпора, они су већ изгубили вјеру у Дражу и њихова политика према Југославији се промијенила. Умјесто ЈВуО, Британци су почели да пружају опсежну помоћ НОВЈ.

## Наоружање, опрема и залихе ЈВуО
ЈВуО је формирана са војне тачке гледишта практично од нуле, од устаничких јединица наоружаних лаким стрељачким оружјем. Од почетка стварања, имала је потешкоћа у снабдијевању јединица оружјем и до краја рата остала је материјално и технички на нивоу лаких герилских одреда, имајући врло мало артиљерије и немајући ниједну оклопну или ваздухопловну јединицу.
Политика усвојена у ЈВуО ради избјегавања већих сукоба са окупаторима, искључила је могућност покривања потребе за оружјем и другом неопходном опремом кроз војне трофеје. Истовремено, формирање јединица ЈВуО без помоћи савезника, такође је било немогуће. Након што су Нијемци распустили легализоване четнике до марта 1943, блокиран је и мали канал за снабдијевање ЈВуО оружјем. У том погледу, четнички команданти су тражили сарадњу са Италијанима и Нијемцима (с којима су закључили низ споразума у новембру и децембру 1943.) и добијали оружје и муницију у замјену за обавезу борбе против јединица НОВЈ-а. Истовремено, према свједочењу капетана Вучковића, аутоматско оружје је ријетко било доступно четницима, јер Нијемци нису добро наоружавали љотићевце и недићевце. Четнички командати су „очајнички тражили и муницију и оружје”. Оружје је било разноврсно, као и униформе. Лично оружје је било готово привилегија у јединицама од 1943. до прољећа 1944. године. Оперативни батаљони су обично имали 30—40 пушака, а командати су били заокупљени такмичењем у скупљању оружја. Супарништво за оружјем је понекад водило до сукоба и спорова међу командантима чета и бригада. Понекад су званичници Недићеве администрације „подржавали” ЈВуО продајом војне опреме на црном тржишту преко широке мреже трговаца и агената.
Несташицу оружја у ЈВуО илуструје табела наоружања и опреме Делиградског корпуса, закључно са новембра 1943. године. Тако је од 18.185 активних и резервних припадника (укључујући и оне распоређене током мобилизације), само 1267 било наоружано. Корпус се састојао од пет бригада, укључујући и „летећу бригаду” која је бројала 77 људи. Преостале бригаде имале су на списку 3286—5830 и 116—438 наоружаних бораца. Укупно, наоружање корпуса састојало се од 3 тешка митраљеза, 24 лака митраљеза, 15 аутоматских пушака, 951 пушке, 24 пиштоља, 27 бомби и 3 „холандска митраљеза”. Испод табеле је стајала напомена: „Са муницијом врло слабо стојимо”. Недостатака оружја и муниције међу четницима било је током битке за Србију, укључујући и 4. групу јуришних корпуса, најбољу и најбројнију јединицу ЈВуО, примјећује историчар Гај Трифковић.
Главно средство комуникације четничких јединица и штабова били су курири или гласницима коњима. Стање са медицинском његом је уопштено било лоше. Ситуацију са лијековима илуструје један од извјештаја команданта Лазаревске бригаде свом окружном команданту: „Немам завоје, немам вату, немам алкохол, немам јод, немам водоник, немам кинин, немам аспирин, али имам празан медицински ранац…”.
Главни извор финансијске подршке четничким одредима 1942. били су повремени прилозима Врховној команди генерала Драже. Легализовани четници су добијали новац од Недићеве администрације. Понекад су средстава одузимана од мјесних криминалаца или, рјеђе, од недићеваца. Дражиновци су током цијелог рата живјели на ивици сиромаштва. Сељани су им обезбјеђивали храну и смјештај, али је било тешко пронаћи одговарајуће нове униформе или чизме. Нека одјећа је купљена на црном тржишту по веома високим цијенама.

## Ознаке, симболи и чинови ЈВуО
У ЈВуО, праћен је систем војних чинова Југословенске војске. Међутим, унапрјеђење у чину није било типично (осим за самог Дражу, кога је влада у егзилу, из престижних разлога, унаприједила у чин армијског генерала) и војници су остали на свом предратном чину. Понекад је допуњавана традиционалном српском четничком почасном титулом војводе, која, према Алексеју Тимофејеву, није имала право значење.
Равногорски четници нису имали устаљено војну униформу и опрему. Борци ЈВуО носили су све врсте униформи које су могли добити од разних непријатељских и савезничких снага. Предност је дата предратној униформи Југословенске војске, као и ограниченим количинама британских и америчких војних униформи, које су могли да носе и виши официри ЈВуО. Елементе војне униформе допуњавали су дијелови цивилне или сељачке одјеће. Већина војника носила је опанке, који је пружао извјесну заштиту од кише, камења или снијега. Легализовани припадници ЈВуО трудили су се да не носе униформе непријатељских трупа.
Није било правила о симболима, кокардама и заставама. Симбол равногораца била је кокарда на традиционалној капи — шајкачи или црној шубари. На почетку рата, припадници ЈВуО носили су предратне кокарде ЈВ — вијенац од ловора око двоглавог орла крунисаног једном круном, на чијим се грудима налазио штит са српским, хрватским и словеначким грбом, а изнад штита — стилизовано слово П и римски број II (Петар II Карађорђевић). Стара четничка кокарда са приказом Адамове главе била је ријеткост. Како пише Алексеј Тимофејев, варијанте које су коришћене (посебно изван Србије) биле су кокарда у недићевском стилу — са само српским грбом на грудима орла, а такође и само са српским грбом (једнакокраки крст са четири оцила). У рејону Динарске дивизије усвојен је други облик кокарде: орао без круне који држи два мача у канџама, а на орловим грудима, умјесто хералдичког штита, приказан је четнички симбол, Адамова глава.
У ЈВуО коришћени су војне заставе појединих јединица (обично пукова) ЈВ или црквене пуковске заставе Српске војске из Првог свјетског рата. Изван Србије, југословенски симболи су били мање популарни, па су у недостатку старих застава коришћене домаће српске тробојке. Црне предратне четничке заставе са Адамовом главом и натписима „Слобода или смрт!”, „Са вјером у Бога, слобода или смрт!”, „За Краља и Отаџбину!” биле су популарне међу четницима Црне Горе, Рашке, Босне, Херцеговине, Далмације и Лике. Мале несрпске јединице ЈВуО носиле су југословенске и своје националне симболе на својим заставама и кокардама.
Равногорци су задржали систем одликовања ЈВ. Током рата у ЈВуО за војне заслуге је одликовано орденим и медаљама 198 људи. Одликовања је додјељивао краљ на основу Дражине препоруке, као и његових команданата. Највише одликованих добило је Орден Карађорђеве звијезде. Значајни су били и Орден бијелог орла и Медаља за храброст.

## Ревизија историје ЈВуО
У историографији СФР Југославије, четници су од 1945. до 1985. готово без изузетка сматрани колаборационистима и ратним злочинцима равноправним са усташама и недићевцима. Од друге половине осамдесетих година 20. вијека, у српској историографији и новинарству долази до постепеног преиспитивања дотадашњег наратива и рехабилитације четничког покрета. Најобимније истраживање на ову тему спровео је Коста Николић. Његова тротомна монографија „Историја Равногорског покрета: 1941—1945.” објављена је 1999. године. Према ријечима Алексеја Тимофејева, Николићева монографија о Равногорском покрету и књига „Генерал Драгољуб Михаиловић, 1893—1946: биографија” коју је објавио 2011. у сарадњи са Бојаном Димитријевићем биле су најстручнија и најубједљивија рехабилитација четничког покрета и његовог вође.  Према ријечима историчара Душана Бајагића и Александра Стојановића, реалистичан преглед историје и улоге четника у Другом свјетском рату представљен је у дјелу Стевана К. Павловића „Хитлеров нови антипоредак: Други светски рат у Југославији”. Оба историчара сматрају да је књига потврдила антифашистички карактер четничког покрета, који су претходно утврдили Јован Марјановић и Бранко Петрановић. Међутим, они напомињу да ова дефиниција и даље понекад доводи до углавном политички мотивисаних јавних дебата. Предмет истраживања била је и сарадња четника са окупационим снагама (Коста Николић „Италијанска војска и четници у Другом светском рату у Југославији 1941—1943”, 2009; Жарко Јовановић „Колаборација у Србији 1941—1945: зборник грађе”, 2001). Према ријечима Бајагића и Стојановића, све скорашње релевантне студије признале су војну сарадњу четника са осовинским силама на територији Југославије.
Дража Михаиловић је постао српски национални јунак крајем осамдесетих година 20. вијека. Дражу је 14. маја 2015. постхумно рехабилитовао Виши суд у Београду на основу Закона о рехабилитацији који је усвојила Народна скупштина Републике Србије 17. априла 2006, који се односи на лица која су лишена живота, слободе или одређених других права из политичких или идеолошких разлога без суђења или судском или административном одлуком у периоду од 6. априла 1941. до ступања на снагу овог закона. Раније, Народна скупштина је 2004. усвојила Закон о измјенама и допунама Закона о правима бораца, војних инвалида и чланова њихових породица, којим су изједначена права бивших бораца партизанског и четничког покрета.
Рехабилитација Драже Михаиловића и Равногорског покрета, која се у Србији одвија од 2000, била је предмет дискусија и дебата међу историчарима, политичарима и у разним круговима како у земљи, тако и шире, којој се посвјећује велика пажња у масовним медијима. Кључни аспект спора је питање признавања Равногорског покрета као антиокупационог и релативизација или заташкавање злочина који су починили четници.